# Pol’and’Rock Festival

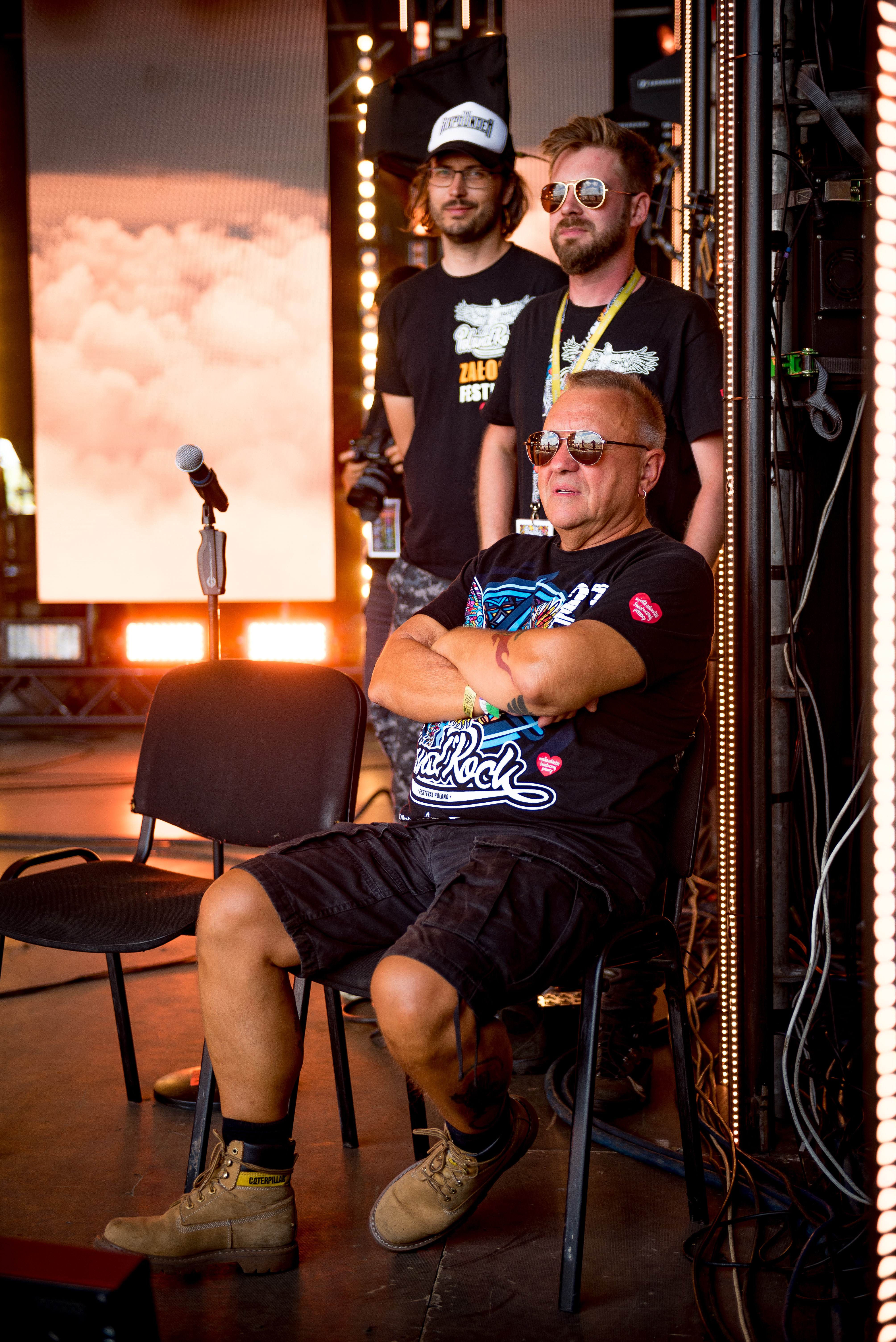
Jurek Owsiak na scenie podczas Pol’and’Rock 2021.

Pol’and’Rock Festival (w latach 1995–2017 Przystanek Woodstock) – festiwal muzyczny organizowany przez Fundację Wielka Orkiestra Świątecznej Pomocy z pieniędzy uzyskanych od sponsorów, sprzedaży gadżetów oraz darowizn celowych.
Do występu na festiwalu zapraszane są zespoły z całego świata. Podczas festiwalu koncerty odbywały się na Dużej i Małej Scenie, Scenie Viva Kultura, na Scenie Lecha oraz na Nocnej Scenie Akademii Sztuk Przepięknych. Oprócz muzyki, stałym elementem wydarzenia są rozmowy z wybitnymi osobistościami ze świata kultury, mediów, sztuki, polityki i życia społecznego, które odbywają się w Akademii Sztuk Przepięknych. Wśród gości zaproszonych do rozmów z publicznością znaleźli się nobliści tacy jak Lech Wałęsa i Olga Tokarczuk, artyści tacy jak Marek Kondrat i Andrzej Wajda i wielu innych. Do uczestnictwa w festiwalu zapraszani są też przedstawiciele organizacji pozarządowych i innych inicjatyw, które mogą prezentować swoją działalność i edukować zgromadzonych na festiwalu ludzi w ramach warsztatów na ASP. Festiwal w całości jest bezpłatny dla widzów, ponieważ w założeniu jest podziękowaniem dla wolontariuszy za ich pracę podczas Finału Wielkiej Orkiestry Świątecznej Pomocy. W trakcie festiwalu również udzielają się wolontariusze, działający w ramach „Pokojowego Patrolu”, co jest nawiązaniem do festiwalu w Woodstock.
Festiwal przyciąga również wielu obcokrajowców, w większości z Niemiec. Niemieccy strażacy, policjanci i służby medyczne współpracowały z polskimi służbami przy zapewnieniu porządku i bezpieczeństwa, jednakże w 2017 Ministerstwo Spraw Wewnętrznych i Administracji wypowiedziało współpracę niemieckim służbom argumentując to „względami bezpieczeństwa”. Został także ograniczony udział Ochotniczej Straży Pożarnej na rzecz przejęcia całego zabezpieczenia festiwalu przez Państwową Straż Pożarną.
Nazwa „Przystanek Woodstock”, jak o niej mówił Jerzy Owsiak, wyrosła z legendy festiwalu w Woodstock i atmosfery epoki dzieci kwiatów. Natomiast słowo „przystanek” nawiązywało do popularnego serialu telewizyjnego Przystanek Alaska. 8 marca 2018 podczas prezentacji kwoty zebranej w czasie XXVI finału Wielkiej Orkiestry Świątecznej Pomocy poinformował, że ze względów prawnych nazwa „Przystanek Woodstock” nie może być dalej używana, a festiwal zmieni nazwę na „Pol’and’Rock Festival”.

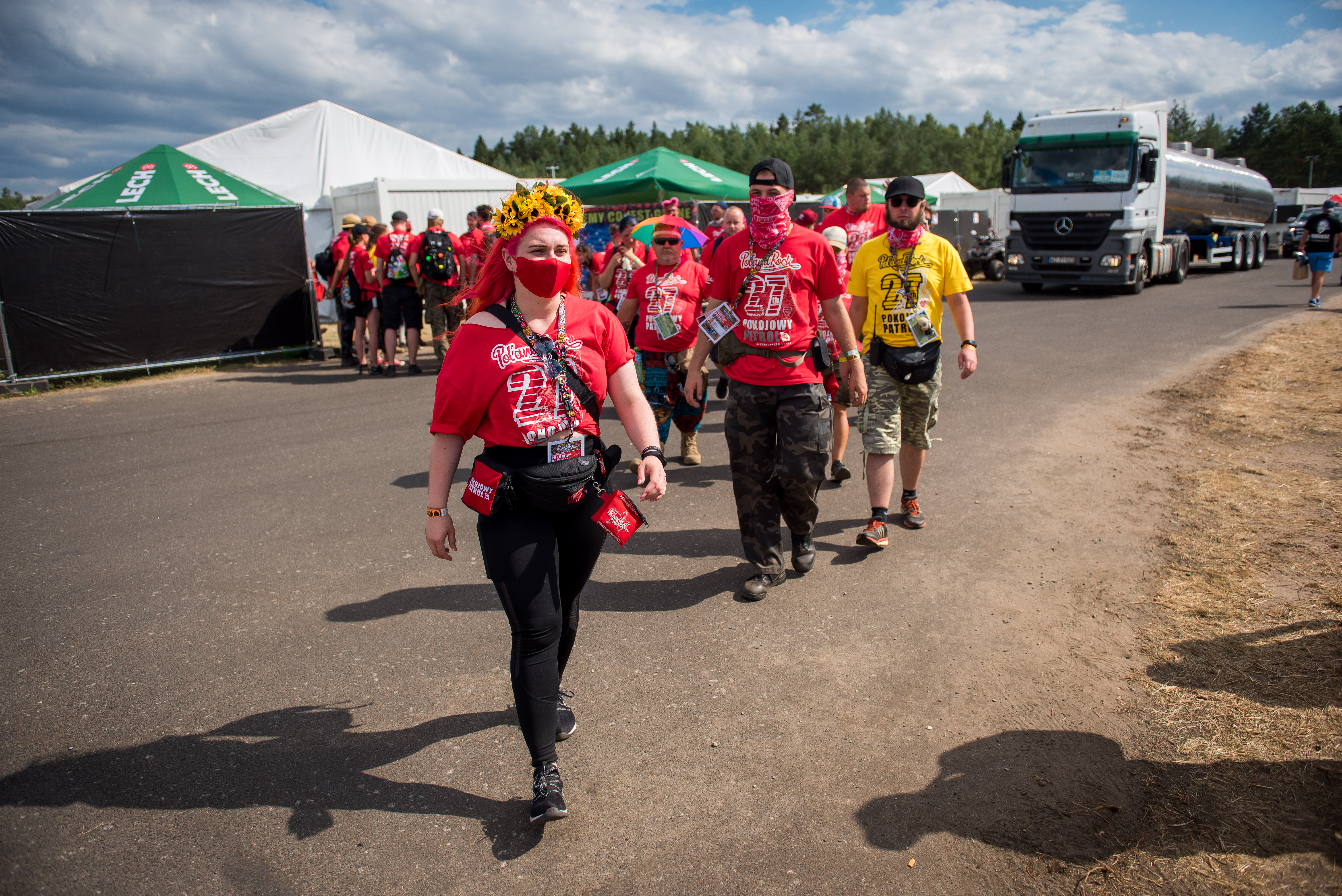
Wolontariusze Pokojowego Patrolu podczas festiwalu w 2021 roku

## Historia imprezy
Pomysł na zorganizowanie festiwalu pojawił się w 1994, gdy w USA po 25 latach odbył się ponownie festiwal w Woodstock. Od 2004 Przystanek Woodstock odbywał się w Kostrzynie nad Odrą w województwie lubuskim, poprzednie edycje odbywały się w Czymanowie (1995), Szczecinie-Dąbiu (1996), Żarach (1997–1999, 2001–2003) oraz Lęborku (2000, tzw. Dziki Przystanek Woodstock). W 2020 roku z racji obostrzeń spowodowanych pandemią koronawirusa na świecie, festiwal przybrał formę internetową – wydarzenie, zwane Najpiękniejszą Domówką Świata przyciągnęło przed ekrany rzesze fanów polskiej muzyki podczas trwającej ponad 70 godzin transmisji koncertów na żywo oraz archiwalnych nagrań z festiwalu. W 2021 roku festiwal został przeniesiony na teren lotniska w Makowicach w gminie Płoty. Impreza, ze względu na panujące obostrzenia stała się wydarzeniem, na które obowiązywały wejściówki, których sprzedaż miała pokryć koszty zabezpieczenia medycznego, w tym szybkich testów na koronawirusa, masek oraz płynów dezynfekujących. Zgodnie z panującymi rozporządzeniami festiwal zorganizowano dla 20 000 osób zaszczepionych oraz grupy osób niezaszczepionych.

### 1. Przystanek Woodstock (Czymanowo, 1995)
Pierwsza edycja Przystanku Woodstock została zorganizowana 15–16 lipca 1995 w Czymanowie nad jeziorem Żarnowieckim. Przyjechało wówczas ok. 25–30 tys. osób. Hasłem przewodnim pierwszej edycji Przystanku był slogan: Miłość Przyjaźń Muzyka. Na scenie zagościła czołówka polskiej estrady rozrywkowej: Myslovitz, IRA, Urszula, Closterkeller, Dezerter, Vader i illusion, a także duża liczba mniej znanych zespołów, w tym Skankan, Yo, Green Grass, Obstawa Prezydenta, Hurt, SWAT, Piotruś Pan, Fire Band, Zdrowa Woda, Swawolny Dyzio, Pabieda, Blues Rock Guitar Workshop, Ankh, Nocna Zmiana Bluesa, Gang Olsena, Orkiestra Na Zdrowie, Ahimsa, Tortilla Flat, Żuki, Lubomski Na Reszcie, Quo Vadis, Background, MAYDAY oraz Pan Witek – gość z Atlantydy.
Pierwsza edycja festiwalu została udokumentowana na kasecie Czymanowo ’95. Przystanek Woodstock Live vol. I.

### 2. Przystanek Woodstock (Szczecin, 1996)
Druga edycja przystanku odbyła się 12–14 lipca 1996 w Szczecinie Dąbiu na terenie lotniska Aeroklubu Szczecińskiego. Dla przybyłej, ponad dwudziestotysięcznej publiczności zagrały następujące zespoły: Quo Vadis, Free Blues Band, Gush, Bogusław Wyderka, Tuff Enuff, Jak Wolność To Wolność, Ahimsa, Skankan, Swawolny Dyzio, Ankh, Farben Lehre, Funny Hippos, Myslovitz, Orkiestra Na Zdrowie, Open Folk, Gang Olsena, Houk, Sexbomba, Urszula, Hunter, Stage Of Unity, Closterkeller, Trebunie-Tutki, Obstawa Prezydenta. Po raz pierwszy na Przystanku stanęła Pokojowa Wioska Kryszny. Chcąc wyeliminować niepodlegający żadnej kontroli handel czarnorynkowy, od drugiej edycji dopuszczono oficjalnie do sprzedaży piwa na terenie Przystanku. Druga edycja festiwalu została zarejestrowana na trzypłytowym albumie „Przystanek Woodstock '96”.

### 3. Przystanek Woodstock (Żary, 1997)
Trzecia edycja festiwalu odbyła się w Żarach-Lotnisko, na dawnym lądowisku. Początkowo impreza miała się odbyć w lipcu, ale z powodu powodzi z 1997 została przesunięta na sierpień. Przystanek odbył się 16 i 17 sierpnia 1997, przyświecało mu hasło „Stop przemocy”. Pierwszego dnia odbyła się projekcja filmu Marka Piwowskiego Rejs. Przed liczącą ok. 50 tys. widzów publicznością wystąpili m.in. Ankh, Pivo, Surprise, Open Folk, Jeszcze Raz, Tuff Enuff, Skankan, Swawolny Dyzio, Obstawa Prezydenta, Closterkeller, Easy Rider, Yoka-Shin, Trebunie-Tutki i Słoma, Quo Vadis, Róże Europy, Urszula, Gang Olsena, Orkiestra Dni Naszych, Monkey Business, Moonlight, Nocna Zmiana Bluesa, Jafia Namuel i Dżem.

### 4. Przystanek Woodstock (Żary, 1998)
Czwarty Przystanek ściągnął do Żar ponad 150 tys. ludzi. Impreza odbyła się od 7 do 9 sierpnia 1998 pod hasłem „Stop narkotykom, stop przemocy”. Do udziału zostali zaproszeni następujący wykonawcy: Bambi, Bandog, Cree, Akurat, Harlem, Błękitny Nosorożec, Trebunie-Tutki, Closterkeller, Houk, Oddział Zamknięty, Izotop, Jaad, Night Come, Alligators, Testor, Skankan, Swawolny Dyzio, Gang Olsena, Graffiti, Tilt, Obstawa Prezydenta, Dżem, Żuki, Festiwal Hare Kryszna, Urszula, Zdrowa Woda, Lotyń, Proletaryat, Kobranocka, Pomidory, Huckelberry. Słoma i Acid Drinkers. Imprezę urozmaiciły pokaz sztucznych ogni, polowe kino oraz rosnące w pobliżu pola namiotowego ogromne pole słoneczników.

### 5. Przystanek Woodstock (Żary, 1999)
Piąta edycja Przystanku odbyła się w dniach 6–8 sierpnia 1999, ponownie w Żarach. Na Przystanek przybyło 250 tys. ludzi. Po raz pierwszy festiwal był emitowany na żywo w Internecie i w telewizji, na polu po raz pierwszy pojawił się również bankomat. Wystąpili: Closterkeller, Swawolny Dyzio, Nowa Kultura, Plebania, Shire, Nowy Świat, Lotyń, Orkiestra Na Zdrowie, Jak Wolność To Wolność, Raz, Dwa, Trzy, Gang Olsena, Quo Vadis, Proletaryat, Acid Drinkers, Qbek, Moutza, Kontra, Gift, Bad Moon, Easy Riders, Tom Cake, Pidżama Porno, Skankan, Pivo, Testor, Ziyo, Cree, Blenders, Akurat, Partia, Village Of Peace, Słoma i Bębnoludy, Rzepczyno Folk Band, Solidarity, Kapela, Quidam, Sezamkova, Maanam, Surprise, Dżem i Voo Voo. Przystankowi Woodstock 1999 towarzyszyły m.in. zorganizowany przez kościół rzymskokatolicki Przystanek Jezus (z udziałem m.in. 2Tm2,3), skierowana przeciwko narkotykom akcja grupy Familia oraz zbiórka podpisów przeciwko wysyłaniu polskich koni na rzeź do Włoch zorganizowana przez Klub Gaja. Tradycyjnie działała również Pokojowa Wioska Krishny.
Po zakończeniu Przystanku w mediach pojawiały się informacje, jakoby Polskie Koleje Państwowe poniosły wielomilionowe straty w wyniku zniszczeń w pociągach, którymi młodzież jechała na festiwal. 2 września 1999 rzecznik prasowy PKP zdementował te informacje w nadawanej przez Program III Polskiego Radia audycji Się Kręci.

### Dziki przystanek Woodstock (Lębork, 2000)
Edycja szósta miała odbyć się w dniach 4–6 sierpnia 2000 roku w Lęborku, którego władze zaprosiły WOŚP do zorganizowania Przystanku właśnie w ich mieście. Opór części (ok. 3600) mieszkańców tworzących tzw. Komitet Obrony Moralności, spowodował, że organizatorzy zdecydowali się odwołać Przystanek. Mimo to około tysiąca osób przyjechało na imprezę bez występów profesjonalnych zespołów, będącą w istocie rockandrollowym piknikiem, a określoną później jako Dziki Przystanek Woodstock. Organizatorzy wliczają to wydarzenie do listy festiwali, które się odbyły.

### 7. Przystanek Woodstock (Żary, 2001)
Siódma edycja Przystanku (11–12 sierpnia 2001) ponownie odbyła się w Żarach. Zagrali m.in. Nocna Zmiana Bluesa, Gang Olsena, Słoma, Acid Drinkers, Houk, Hey, Zbigniew Hołdys, Akurat, Agressiva 69, Raggatack, Pidżama Porno, Porter Band, Raz, Dwa, Trzy, Voo Voo, Desorient, Habakuk, Shelter, Rima. Po raz pierwszy zorganizowano występy folkowe na oddzielnej, małej scenie.
Według szacunków w imprezie wzięło udział ponad 120 tysięcy osób.

#### Nagłośnienie
Jako nagłośnienie główne zastosowano system aktywnych zestawów głośnikowych firmy Meyer Sound Laboratories. Strona lewa i prawa składały się z 16 kolumn MSL-4 (pasmo 65 Hz–18 kHz), 8 kolumn DS-4 (60–160 Hz) oraz 18 subwooferów 650P (28–100 Hz). Dodatkowo, aby zwiększyć kąt pokrycia dźwiękiem w płaszczyźnie horyzontalnej, zawieszono pionowo w lewym i prawym rogu sceny po 5 kolumn MSL-4 (zasilanych sygnałem mono). Obszar bezpośrednio przed sceną był nagłaśniany przez 6 kolumn CQ-2 (40 Hz–18 kHz). Za stanowiskiem miksera głównego zainstalowana została druga strefa nagłośnienia, w skład której wchodziły 3 wieże z umieszczonymi na nich kolumnami Martin Audio.
Główną konsoletą mikserską był Midas XL-200 (46 kanałów mono i 2 stereo). Nagłośnienie było zarządzane przez 2 procesory XTA 226, które przygotowały sygnał do dalszej dystrybucji pomiędzy zespołami głośników. Zastosowano także tercjowe korektory graficzne Klark Teknik DN-360.
System monitorowy oparto na mikserze Soundcraft SM-20. Wykorzystano 14 torów aux – 10 niezależnych miksów mono, jeden stereo przeznaczony do współpracy z osobistym bezprzewodowym odsłuchem Wojciecha Waglewskiego oraz trzy do wysyłki efektów.
Za całość realizacji dźwięku odpowiadał Dieter „Rubi” Rubach, drugim realizatorem był Tomek Łuksza.
Dodatkowo na życzenie organizatorów zostało zainstalowane mobilne studio nagraniowe, wyposażone w konsoletę mikserską Soundcraft Saphire, urządzenia peryferyjne firm Drawmer, Lexicon, Focusrite i Aphex oraz cyfrowe rejestratory wielośladowe Fostex. Nagrywaniem zajmował się Piotr „Dziki” Hancewicz.

### 8. Przystanek Woodstock (Żary, 2002)
Edycja ósma także odbyła się w Żarach 2 i 3 sierpnia 2002. Wśród wykonawców znaleźli się T.Love, Hey, Dzioło, Ewelina Flinta, Raz, Dwa, Trzy, Kangaroz, Sweet Noise, Blade Loki, Maleo Reggae Rockers, Hunter, De Press, 3Siostry, Pidżama Porno, Shelter, Die Toten Hosen,THC-X, Buzu Squat oraz Pan Witek. Wystąpiła także orkiestra symfoniczna Filharmonii Wrocławskiej, z Bolerem Ravela. Na scenie folkowej wystąpiły, m.in., Trebunie-Tutki, Orkiestra Dni Naszych oraz Rzepczyno Folk Band. W czasie ósmego Przystanku zrealizowano film Przystanek Woodstock 2002 – Najgłośniejszy Film Polski.

### 9. Przystanek Woodstock (Żary, 2003)

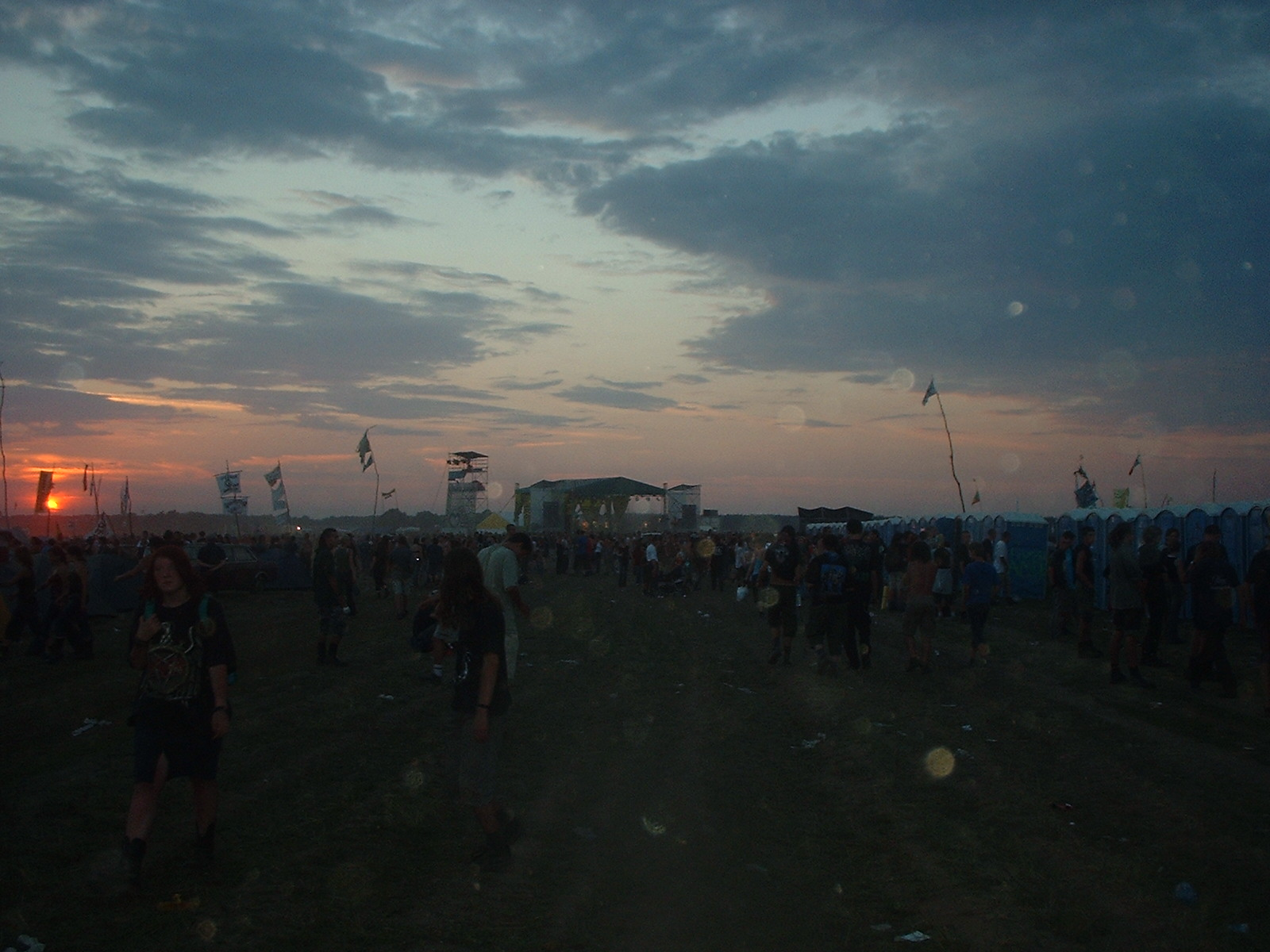
Żary 2003: Zmierzch nad polem namiotowym

W dniach 1 i 2 sierpnia 2003 odbyła się dziewiąta edycja Przystanku, po raz ostatni w Żarach. W przystanku uczestniczyło prawie 400 tys. widzów, na dużej scenie wystąpili m.in. Killing Joke, Acid Drinkers, Carrantuohill, Sweet Noise, Cała Góra Barwinków, Vader, Hunter, Dżem, Ratatam, Koniec Świata, Bakshish i Maleo. Tak jak poprzednio działała scena folkowa (na której wystąpiły, m.in., Orkiestra Dni Naszych, Bakshish, Ratatam oraz Dikanda), koncerty na niej (co stało się tradycją) prowadził zespół Carrantuohill. W czasie dziewiątego Przystanku miał miejsce incydent, związany ze zniszczeniem przez Jurka Owsiaka stoisk z okularami przeciwsłonecznymi. Na prośbę Owsiaka przez okres imprezy panować miał w mieście zakaz handlu ulicznego poza terenem Przystanku, zaś aby uzyskać zgodę na handel na terenie wioski, należało uiścić odpowiednią opłatę. Za zniszczenie trzech stoisk Jerzy Owsiak skazany został na zapłacenie 1600 zł grzywny.

### 10. Przystanek Woodstock (Kostrzyn nad Odrą, 2004)
Jubileuszowy – dziesiąty Przystanek Woodstock 2004 odbył się już w Kostrzynie nad Odrą 30 i 31 lipca 2004. Miejscem festiwalu stał się były poligon wojskowy we wschodniej części miasta. Na festiwal przyjechało blisko 400 tys. ludzi, by bawić się na koncertach, m.in. grup: Hey, SPN-X, Hunter, Farben Lehre, Voo Voo, T.Love, Dezerter, Carrantuohill, Grabaża i Strachów na Lachy; Armii i Dżemu. Tradycyjnie działała także mała scena folkowa na której wystąpiły m.in. Kombajn do Zbierania Kur po Wioskach, Percival Schuttenbach, Dee Facto, Ratatam. W Kostrzynie nie przygotowywano peronu polowego, przyjmując specjalne pociągi na dobrze przygotowanej stacji kolejowej.
Po zakończeniu festiwalu, we wrześniu, przygotowano dla mieszkańców Kostrzyna nad Odrą referendum, w którym aż 95% głosujących opowiedziało się za ponowną organizacją Przystanku w tym mieście.

### 11. Przystanek Woodstock (Kostrzyn nad Odrą, 2005)

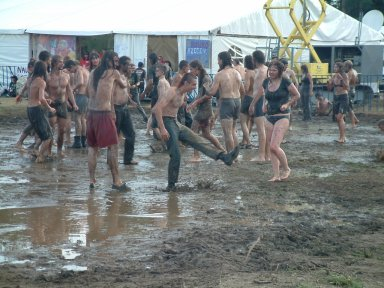
Kostrzyn 2005: Kąpiele w błocie

Po raz jedenasty Przystanek Woodstock także zorganizowano w Kostrzynie nad Odrą. Festiwal odbył się 5 i 6 sierpnia 2005. W koncertach uczestniczyło około 300 tys. osób. Zagrały m.in., Die Toten Hosen, Raz, Dwa, Trzy, KSU, Carrantuohill, Zdob și Zdub, Krzysztof „Jary” Jaryczewski, Without End, Lao Che,100 Tvarzy Grzybiarzy, Moskwa, AmetriA, The Car Is on Fire, Knorkator, Beatsteaks, Nocna Zmiana Bluesa, Pogodno, Dubska i Frontside. Specjalny, piętnastominutowy koncert na scenie głównej dał również jednoosobowy zespół Brudne Dzieci Sida. Scenę folkową swoją obecnością zaszczyciły, m.in., zespoły Konopians, Orkiestra św. Mikołaja, Ratatam oraz Beltaine.

### 12. Przystanek Woodstock (Kostrzyn nad Odrą, 2006)

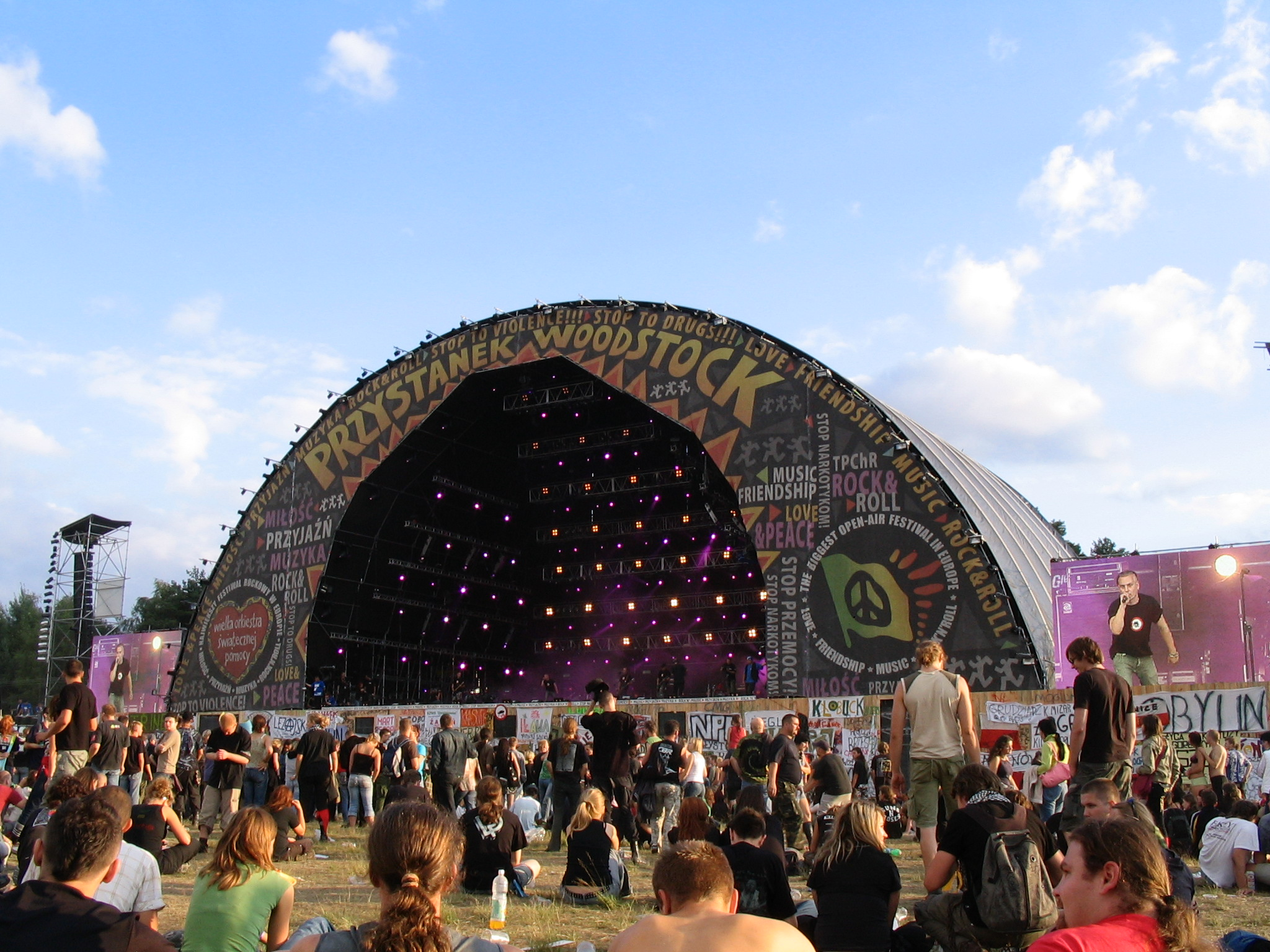
Kostrzyn 2006: Scena główna

Dwunasty Przystanek Woodstock zorganizowany, tak jak poprzednie dwa, w Kostrzynie nad Odrą odbył się w dniach 28–29 lipca 2006. Około 150 tys. osób bawiło się, słuchając zespołów, takich jak Farben Lehre, KSU, Indios Bravos, Bohema, Big Cyc, Wolna Grupa Bukowina, Vavamuffin, Coma, Lao Che, 2Tm2,3, Maleo Reggae Rockers, Babylon circus, Baobab, Flapjack, Koniec Świata czy The Krays. Niespodzianką był owacyjnie przyjęty występ Justyny Steczkowskiej z zespołem Gravitations. Podobnie jak w poprzednich latach działała także mała scena folkowa na której zagrały, m.in. Psio Crew, Ratatam, Percival Schuttenbach oraz AtmAsfera.
Dużym sukcesem było utworzenie na woodstockowym polu Akademii Sztuk Przepięknych, będącej miejscem spotkań uczestników festiwalu z przedstawicielami świata kultury i życia publicznego. Wówczas wystąpili Wojciech Morawski, Janusz Głowacki, Piotr Łazarkiewicz, Kazimiera Szczuka i Monika Olejnik, a warsztaty gitarowe z grupą młodzieży poprowadził Zbigniew Hołdys, który ponadto napisał niełatwy do zagrania utwór „Brookliński Most”, a następnie wykonał go na Scenie Głównej Przystanku Woodstock wraz z wybranymi osobami z pola namiotowego.
W czasie Przystanku odnotowano dwa wypadki śmiertelne, zginęła też jedna osoba, wypadając z pociągu jadącego na Przystanek.

### 13. Przystanek Woodstock (Kostrzyn nad Odrą, 2007)
Trzynasta edycja Przystanku Woodstock odbyła się w Kostrzynie nad Odrą w dniach 3–4 sierpnia 2007. Był to już czwarty z rzędu Przystanek zorganizowany w tym miejscu. Nowym elementem festiwalowego krajobrazu były, pojawiające się odtąd corocznie, autokary do poboru krwi. Na scenie głównej wystąpili m.in. zespoły Type O Negative, Dubska & Jah Division, Gang Olsena, Natural Dread Killaz, Pudelsi, Coma, Habakuk, Kobranocka, Smoke Blow, Tymon & The Transistors, Acid Drinkers, Indios Bravos (w towarzystwie Alicji Janosz), Alians, Zielone Żabki, Hurt oraz Martyna Jakubowicz. Organizacją sceny folkowej, na której wystąpiły, m.in., zespoły Drumstein, AtmAsfera, Sari Ska Band, Chutir oraz Motema Africa, po raz kolejny zajął się zespół Carrantuohill. Akademię Sztuk Przepięknych poprowadził, już po raz drugi, Zbigniew Hołdys. Odbyły się także spotkania z osobistościami ze świata mediów, polityki, religii i kultury, m.in.:
- abp Józef Życiński – metropolita lubelski
- Michael Schudrich – Naczelny Rabin Polski
- imam Ali Abi Issa – przedstawiciel polskich muzułmanów
- Tomasz Lis – dziennikarz, autor programu Co z tą Polską?
- Tomasz Sekielski – dziennikarz, współautor programu Teraz my!
- prof. Jerzy Bralczyk – językoznawca
- Anna Dymna – aktorka, założycielka i prezes fundacji Mimo Wszystko

### 14. Przystanek Woodstock (Kostrzyn nad Odrą, 2008)

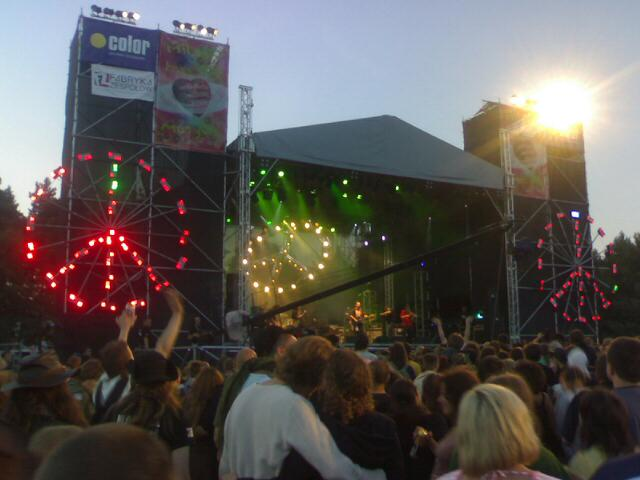
Kostrzyn 2008: Scena folkowa

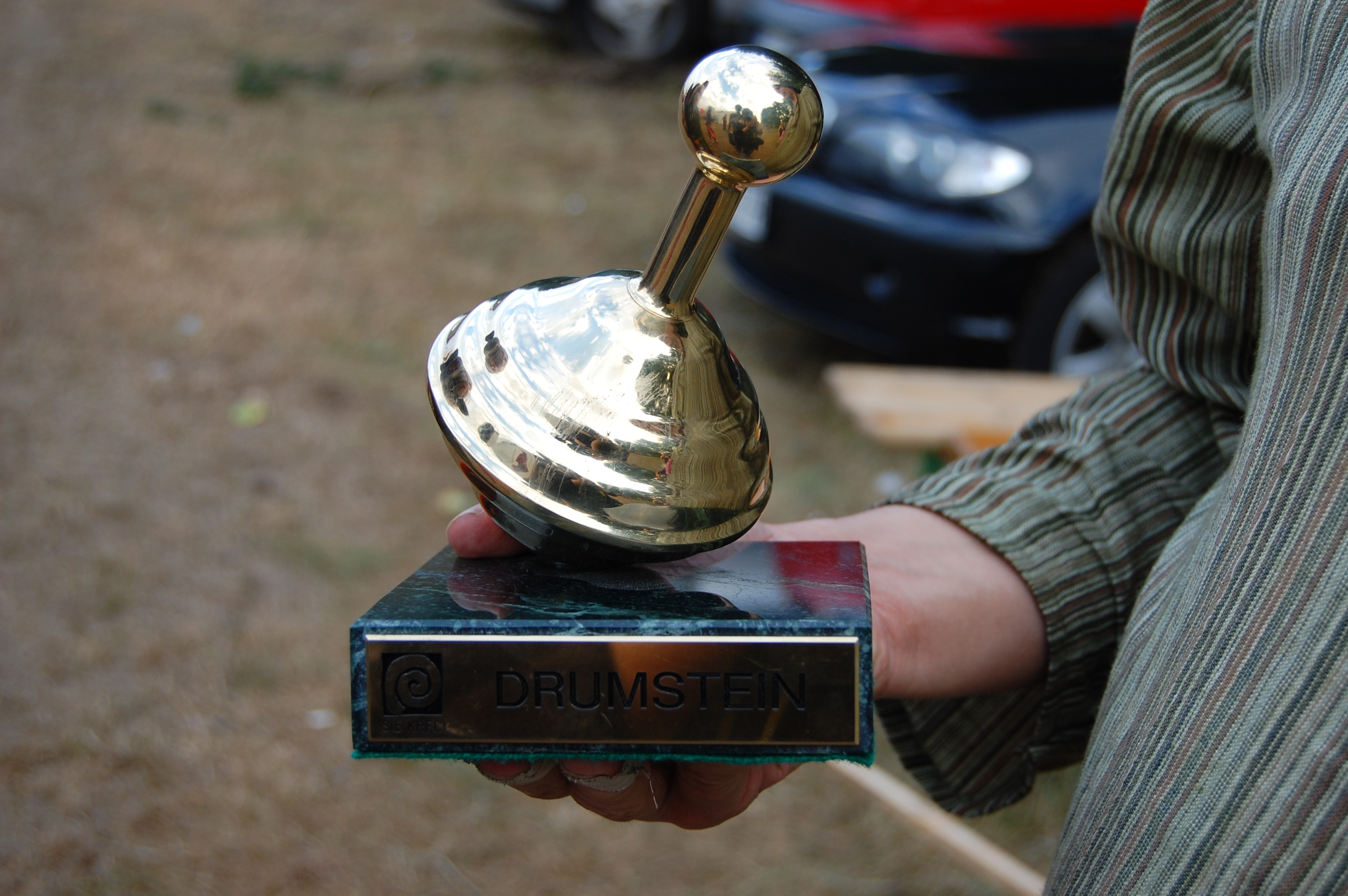
Kostrzyn 2008: Złoty Bączek sceny folkowej przyznany zespołowi Drumstein

Czternasty Przystanek Woodstock odbył się w dniach 1–3 sierpnia w Kostrzynie nad Odrą. Zmieniła się formuła imprezy: festiwal trwał trzy dni (zamiast dotychczasowych dwóch – w organizacji koncertów z ostatniego dnia finansowo pomogli prywatni sponsorzy), na scenach wystąpiło mniej wykonawców, za to ich koncerty były dłuższe i bardziej rozbudowane. Podczas samego festiwalu odbyły się Woodstockowe Igrzyska Olimpijskie oraz konkurs esemesowy w czasie którego wygrać było można samochód. Obsada festiwalu była bardziej międzynarodowa: przed liczącą ok. 300 tys. widzów publicznością zaprezentowali się m.in. wykonawcy z Wielkiej Brytanii (The Stranglers), Niemiec (Kreator), Indii (Anuradha Pal), Chorwacji (Cinkusi), RPA (Tribe After Tribe) i Meksyku (Panteón Rococó). Prócz tego na scenie wystąpili również m.in. Daab, Lipali, Świetliki, Thee Flanders, Lao Che, Wojciech Waglewski z Fiszem oraz Emade, Vader, Closterkeller oraz Clawfinger. Złote Bączki odebrały zespoły Acid Drinkers oraz Drumstein. Specjalnymi wydarzeniami były występy grupy artystycznej Karbido oraz koncert Wiesława Ochmana w towarzystwie siedmiu tenorów i orkiestry Mazowieckiego Teatru Muzycznego Operetka – muzycy zaprezentowali m.in. piosenki pochodzące z repertuaru Jana Kiepury. Gośćmi sceny folkowej, organizowanej przez zespół Carrantuohill, byli między innymi zespoły Żywiołak, Ratatam, Drumstein, Radio Bagdad, Drymba Da Dzyga oraz Rzepczyno i Polkaholix.
Urozmaiceniem Przystanku była również prezentacja Indie – Klejnot Orientu – w jej ramach można było zapoznać się z hinduską kulturą oraz religią, gościem specjalnym imprezy był C.M. Bhandari, ambasador Indii w Polsce. Po raz kolejny odbyła się również prowadzona przez Zbigniewa Hołdysa Akademia Sztuk Przepięknych. Jej gośćmi byli w tym roku m.in. Leszek Balcerowicz, Kamil Durczok, Jan Tomaszewski, Tomasz Raczek, Jacek Żakowski, Wiesław Ochman i Manuela Gretkowska. Gościem specjalnym była Kesang Takla – minister (kalon) informacji i stosunków międzynarodowych w rządzie Dalajlamy.
Przed rozpoczęciem przystanku zanotowano jedną ofiarę śmiertelną – z pociągu jadącego na Woodstock wypadł dwudziestoletni mieszkaniec Krakowa.

### 15. Przystanek Woodstock (Kostrzyn nad Odrą, 2009)

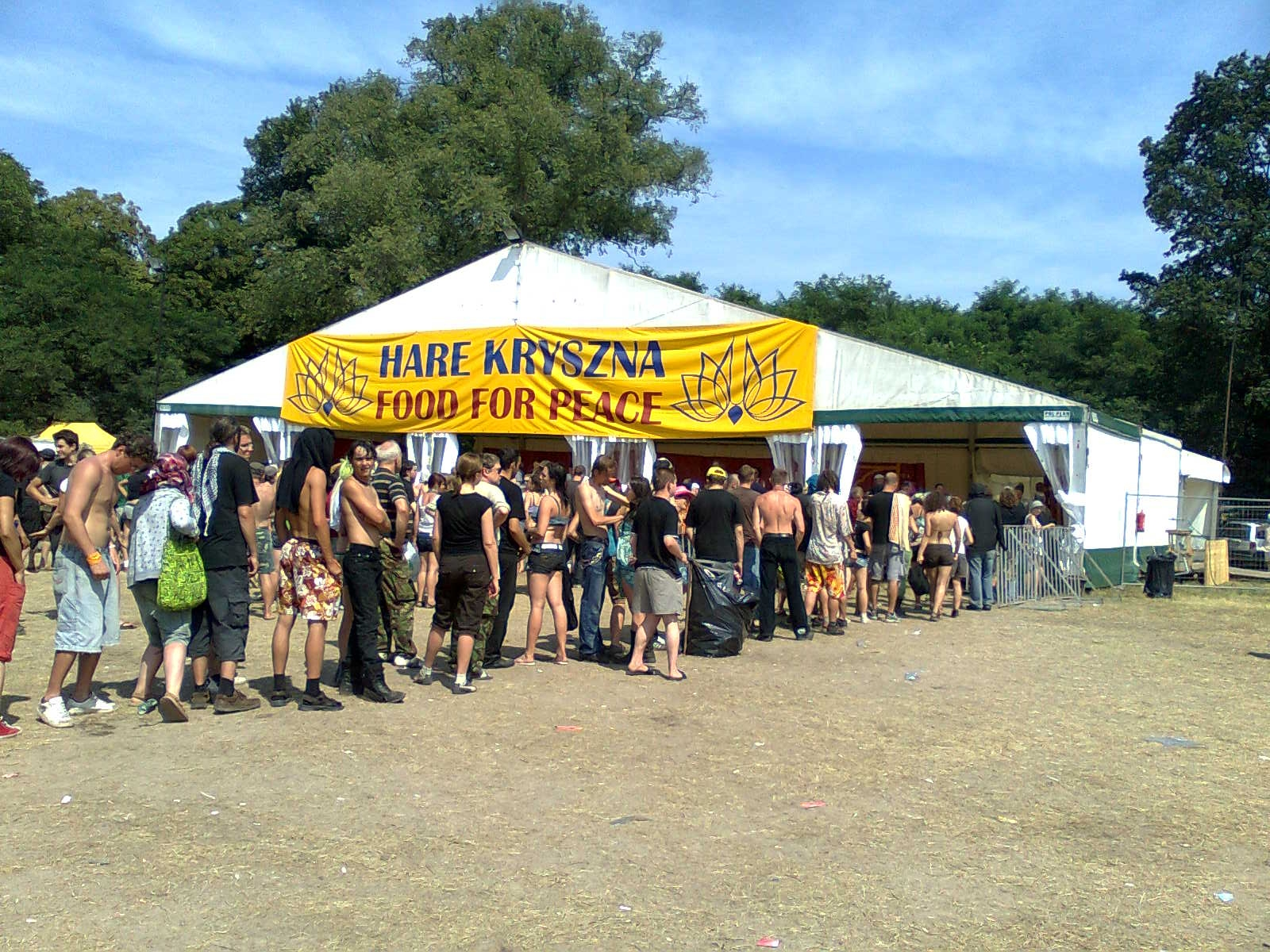
Kostrzyn 2009: Kolejka po posiłek w wiosce Hare Kryszna

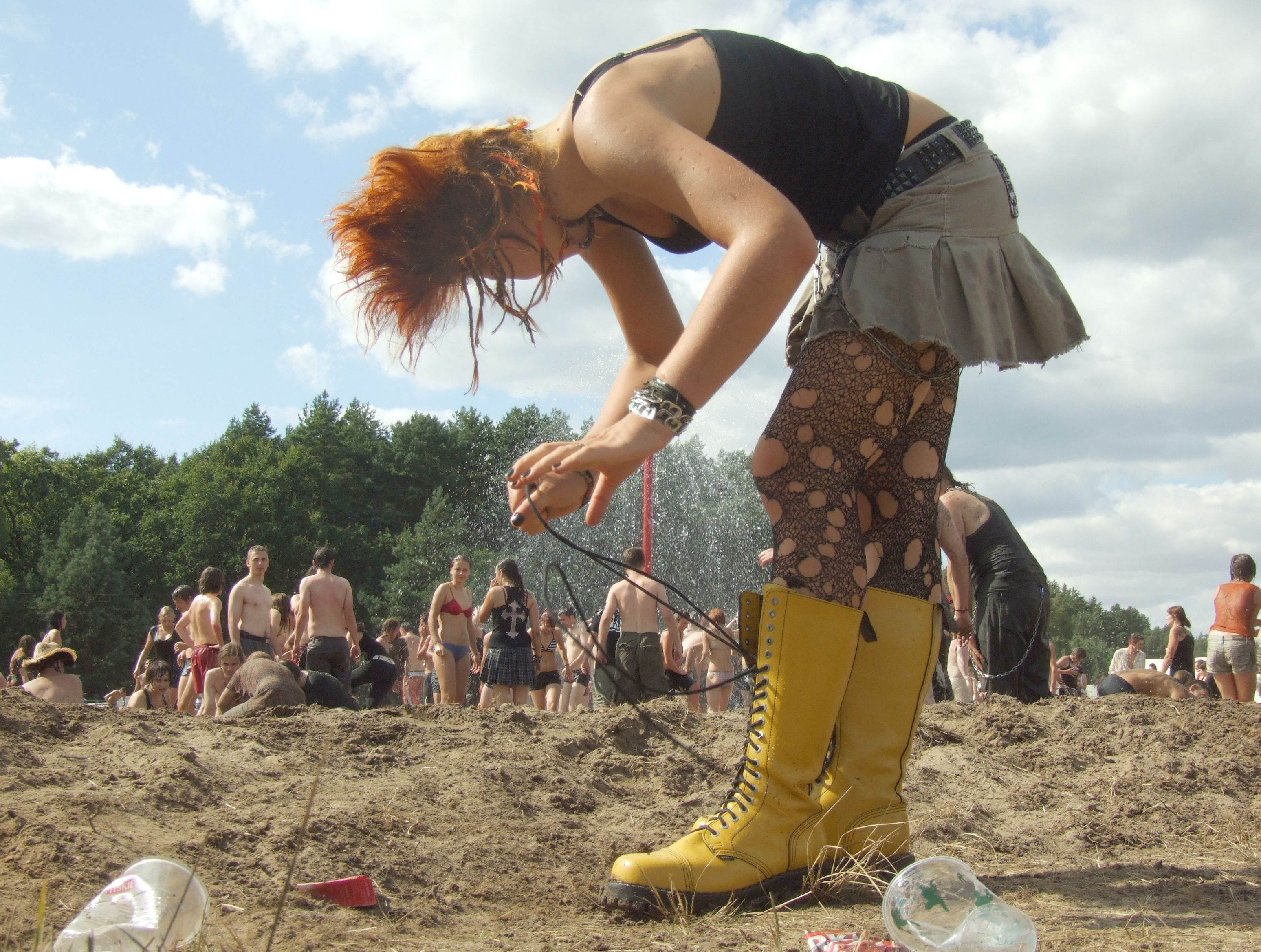
Kostrzyn 2009: Uczestniczka festiwalu

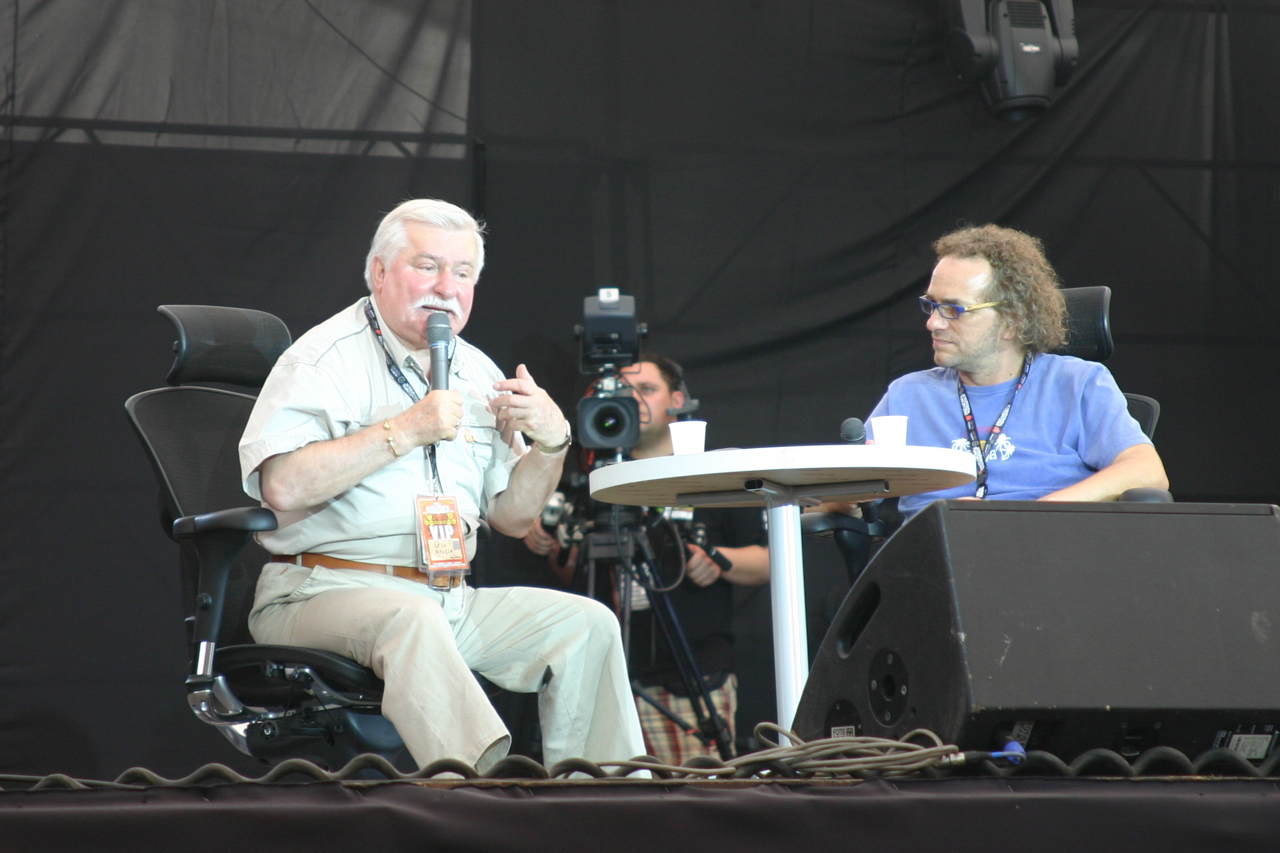
Lech Wałęsa podczas festiwalu (2009)

ubileuszowy – XV Przystanek Woodstock odbył się w dniach 31 lipca – 2 sierpnia w Kostrzynie nad Odrą, motywem przewodnim imprezy była przypadająca w tym roku czterdziesta, okrągła, rocznica festiwalu Woodstock. Wśród wykonawców, którzy wystąpili na dużej scenie, byli m.in. Dub FX, Tomasz Budzyński, Juliette Lewis, Don Carlos, Leszek Możdżer (wspólnie z Larsem Danielssonem i Zoharem Fresco), Michał Jelonek oraz zespoły Blenders, Caliban, The Subways, Easy Star All-Stars, Dżem, Korpiklaani, Kroke, Sham 69, Volbeat, The Futureheads, Voo Voo, Big Fat Mama, Infernalia i Chico (jako laureaci konkursu WOŚP i Fabryki Zespołów), a także Guano Apes. Specjalnym wydarzeniem był Koncert Jubileuszowy – 40 lat Woodstock, z udziałem, orkiestry Mazowieckiego Teatru Muzycznego Operetka oraz gości wśród których znaleźli się, m.in.: Ewelina Flinta, Kasia Kowalska, Wojciech Waglewski, Robert Friedrich, Adam Burzyński, Adam Nowak, Jorgos Skolias, Eldis la Rosa, Piotr i Wojciech Cugowscy, Martin Woess, Dariusz Kozakiewicz, Mateusz Pospieszalski, Lora Szafran, Leszek Cichoński, Piotr Chancewicz, Atma Anur, Sylwia Wiśniewska, Antar Jackson, Karim Martusewicz, Ricky Lion, Maciej Januszko i Artur Gadowski. Gwiazdami sceny folkowej, prócz zespołu Carrantuohill, były m.in. zespoły TABU, Fanfara Kalashnikov, The Bumpers, Kochankowie Gwiezdnych Przestrzeni (jako laureat konkursu Pokaż swój teledysk) oraz Grupa Furmana. Złote Bączki odebrały zespoły Clawfinger oraz AtmAsfera.
Uczestnicy festiwalu mogli ponownie wziąć udział w warsztatach, pokazach, wystawach i spotkaniach odbywających się w ramach Akademii Sztuk Przepięknych – wśród gości znajdowali się: dr Janusz Kochanowski, Tadeusz Mazowiecki, Bohdan Łazuka, Lech Wałęsa, Leszek Możdżer oraz Stanisław Tym. Wszystkie rozmowy na ASP poprowadził dziennikarz Piotr Najsztub. Widzowie festiwalu mieli możliwość wysłuchania, w ramach ASP, opery Wesoła wdówka w wykonaniu orkiestry teatru Operetka i solistów (m.in. Bogdana Łazuki i Krzysztofa Tyńca) oraz obejrzenia galerii sztuki zorganizowanej we współpracy z Muzeum Narodowym w Krakowie. W czasie trwania festiwalu działało również, zorganizowane we współpracy z łódzkim kinem Cytryna, kino letnie Łódź-Stock, którego specjalnym gościem był reżyser Robert Gliński. Gościem Przystanku był również Michael Lang – pomysłodawca i organizator pierwszego Woodstocku 1969.
Jubileuszowy Przystanek Woodstock 2009 zgromadził ok. 400 tys. – 450 tys. osób (Jurek Owsiak wołał ze sceny w trakcie sobotniego koncertu: „Jest nas tutaj tyle, że kolejnym chętnym muszę powiedzieć: nie przyjeżdżajcie już”). Podczas trwania Przystanku zanotowano jedną ofiarę śmiertelną: 31 lipca zmarł trzydziestopięcioletni mężczyzna. Bezpośrednią przyczyną śmierci była niewydolność krążeniowo-oddechowa.

### 16. Przystanek Woodstock (Kostrzyn nad Odrą, 2010)

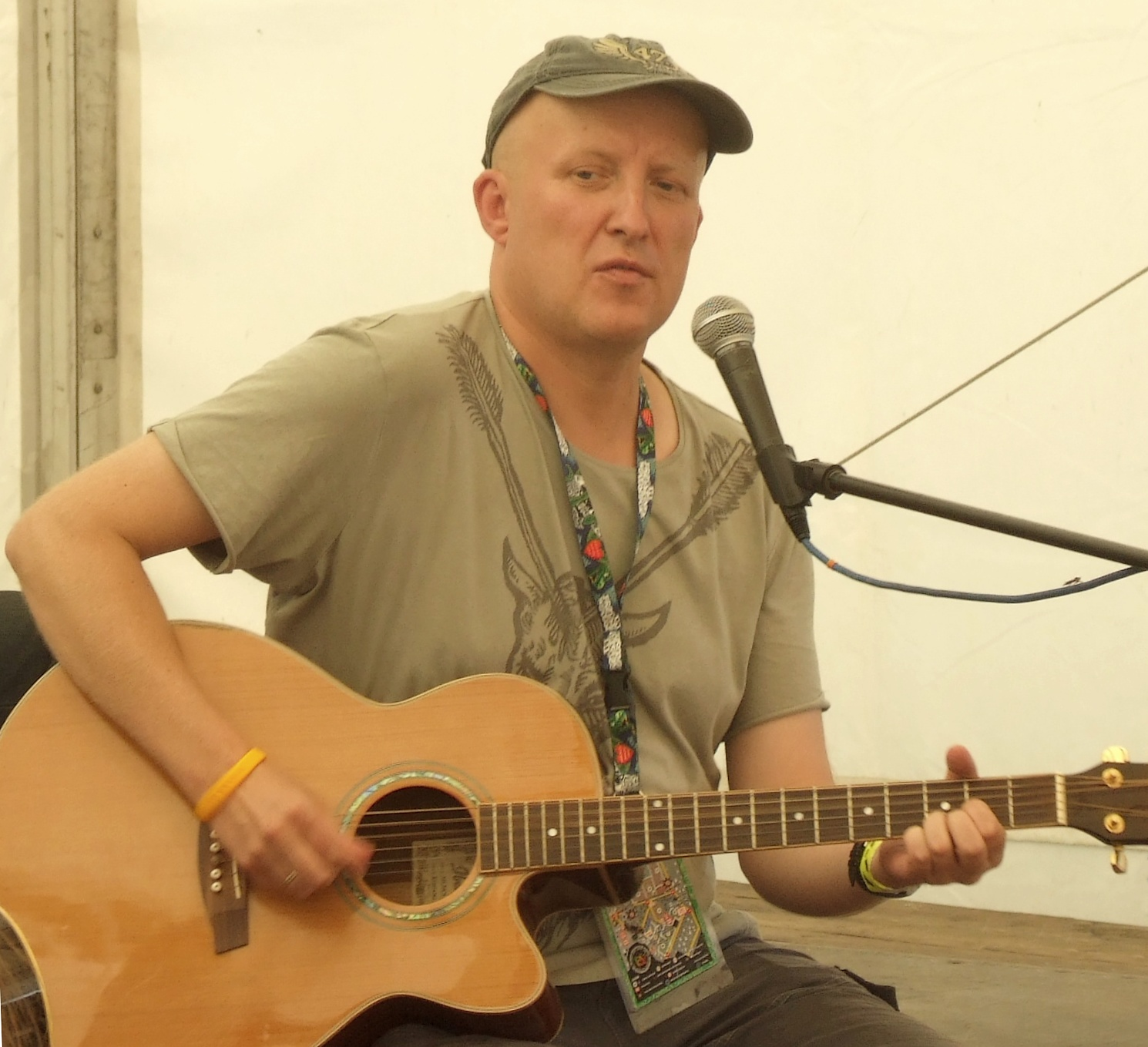
Kostrzyn 2010: Piotr Bukartyk

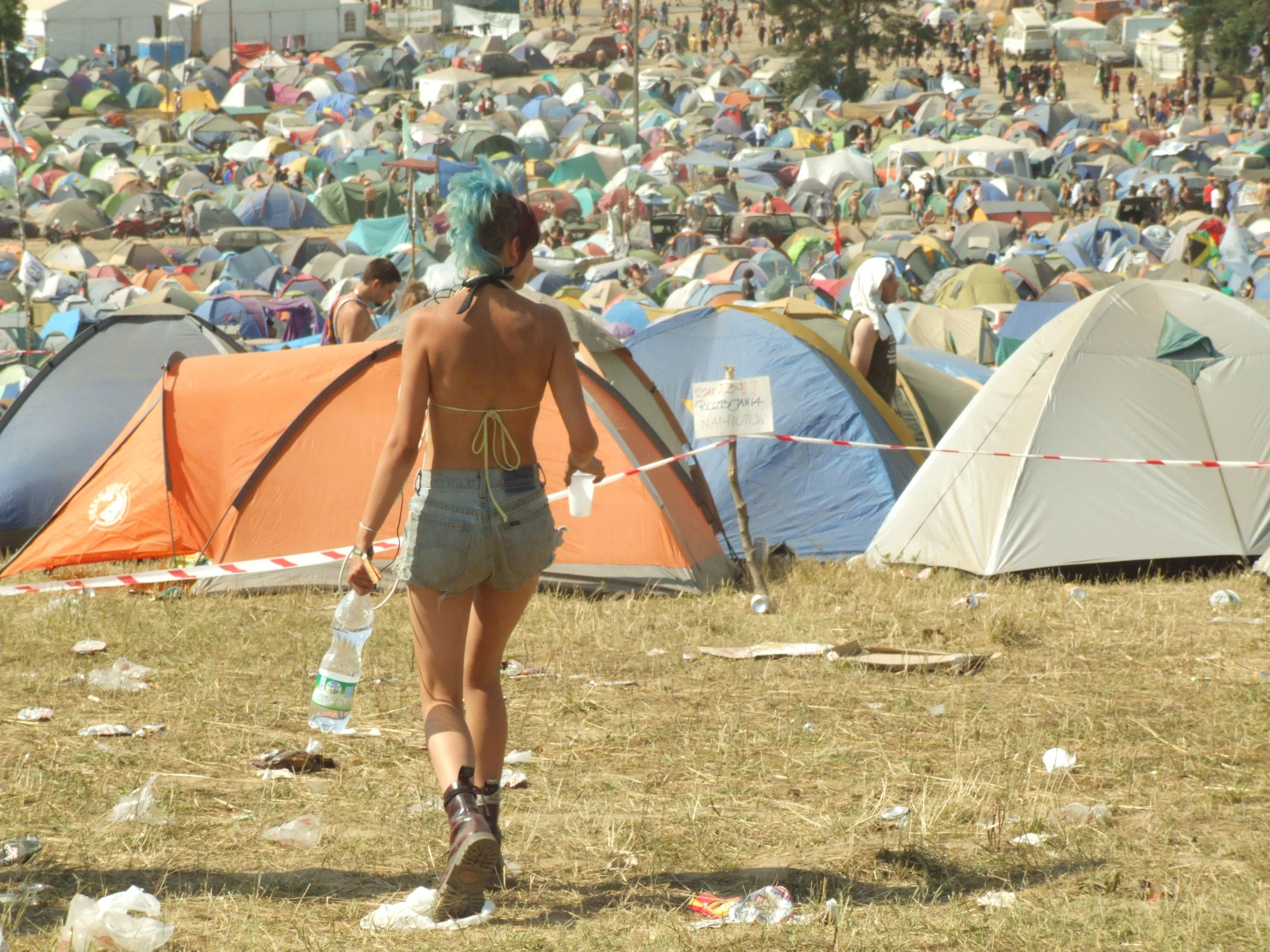
Kostrzyn 2010: Pole namiotowe

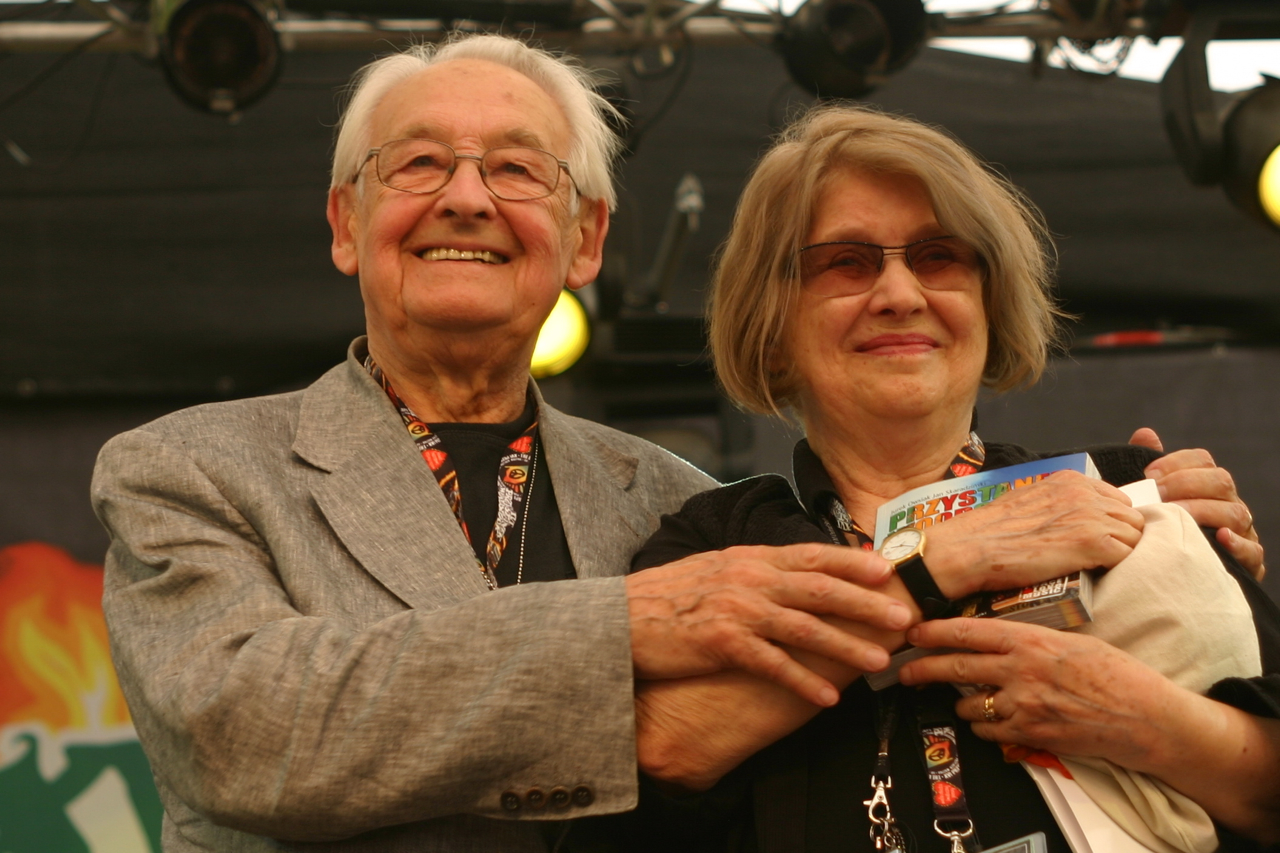
Andrzej Wajda wraz z Krystyną Zachwatowicz na festiwalu (2010)

Szesnasty Przystanek Woodstock odbył się w dniach 30 lipca – 1 sierpnia w Kostrzynie nad Odrą. Na scenie głównej, przed liczącą ok. 350 tys. widzów publicznością, wystąpiły zespoły: Papa Roach, Nigel Kennedy Quintet, Armia, Life of Agony, Peyoti for President, Tonic, Panic Cell, Orphan Hate, Morgan´s Heritage Peetah & Gramps, Girl in a coma, Ziggie Piggie (w towarzystwie Roberta Brylewskiego), Maleo Reggae Rockers (w towarzystwie gości, m.in. Antoniny Krzysztoń i Gutka), Lao Che, Łąki Łan oraz Ewelina Flinta, Tomasz „Titus” Pukacki z zespołem Titus’ Tommy Gunn i Justyna Steczkowska w towarzystwie zespołu Mimofony. Specjalną atrakcją był stworzony z okazji przypadającego w 2010 roku Roku Chopinowskiego Projekt Chopin stworzony przez zespół Leszek Możdżer & Tymon Tymański Polish Brass Ensemble. Ponadto koncerty dali laureaci konkursu Fabryki Zespołów: zespoły Enej, Sen Zu, Lessdress oraz Pampeluna oraz Złotego Bączka: Michał Jelonek oraz zespół Kochankowie Gwiezdnych Przestrzeni.
Gośćmi sceny folkowej organizowanej, tradycyjnie, przez zespół Carrantuohill, były, m.in., zespoły The Dreadnoughts, Skriabin, Faso Djigui, COORP, Słoma i Przedwietrze, Awariat Nato, Wolna Grupa Bukowina, Beltaine, Dagadana, Mordewind, Arka Noego, Iowa Super Soccer (jako laureat konkursu Pokaż swój teledysk), Orkiestra Na Zdrowie w towarzystwie Jacka Kleyffa, Kapela Drewutnia oraz Piotr Bukartyk, Witek Łukaszewski (twórca projektu Fortepian Chopina) i Jorgos Skolias. Swoją scenę posiadała również, podobnie jak w poprzednich latach, wioska Hare Kryszna – wystąpili na niej stali goście, m.in. zespoły Yelram, Ga-Ga/Zielone Żabki, Bez Jahzgh oraz Village of Peace.
Działała również Akademia Sztuk Przepięknych. Jej gośćmi byli tym razem m.in. Marek Kondrat, Tomasz Zimoch, Marek Niedźwiecki, Alicja Chybicka, Andrzej Wajda, Jerzy Buzek oraz Marek Piwowski i Michał Ogórek. Prócz tego uczestnicy ASP mogli skorzystać m.in. z warsztatów gitarowych (Piotr Bukartyk i Krzysztof Kawałko), cyrkowych (Grupa Etenity), kabaretowych (Kajetan Suder i Michał Malinowski) i poetyckich (Zbigniew Rossa), wziąć udział w specjalnym pokazie projektu 39/89 – Zrozumieć Polskę autorstwa L.U.C.-a oraz obejrzeć filmy: Beats of Freedom – Zew wolności oraz Katyń. Działało również, podobnie jak w ubiegłym roku, letnie kino polowe Łódź-Stock zorganizowane we współpracy z łódzkim kinem Cytryna oraz Urzędem Miasta Łodzi.

### 17. Przystanek Woodstock (Kostrzyn nad Odrą, 2011)

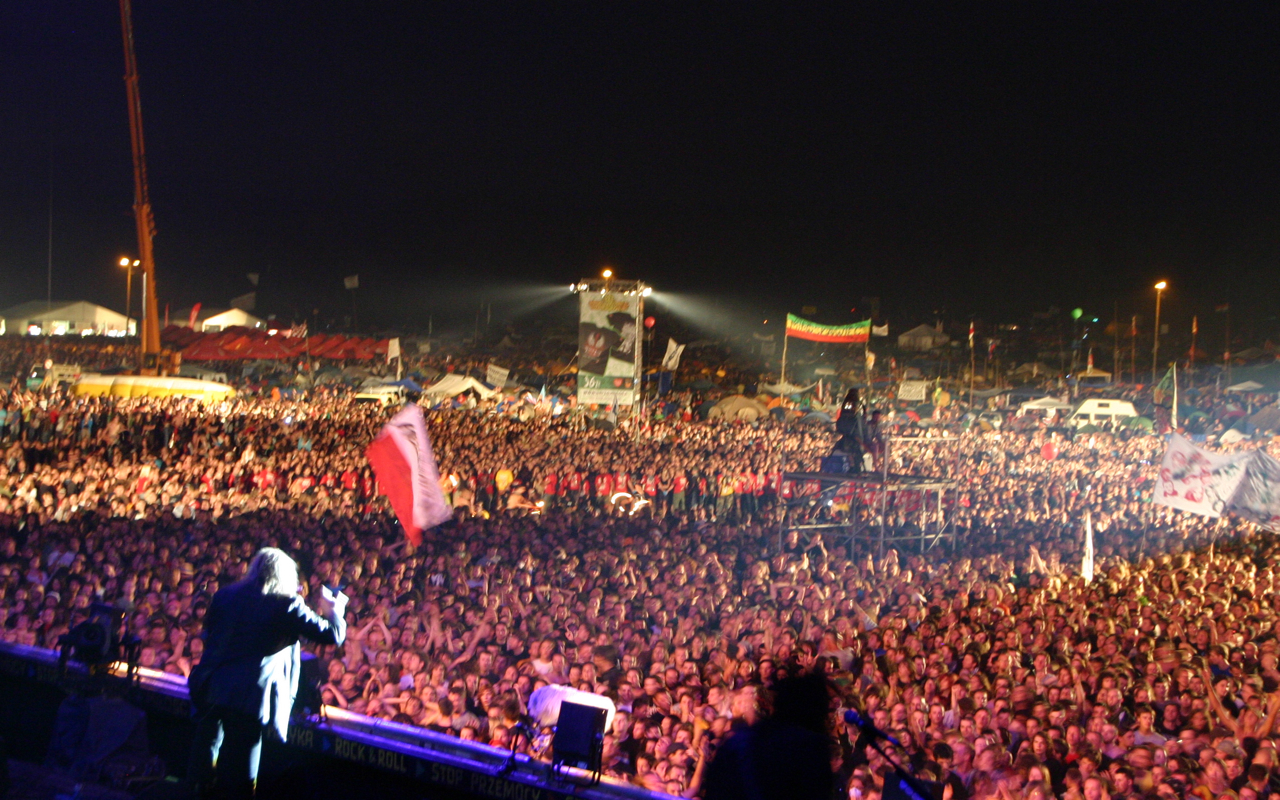
Koncert zespołu Helloween

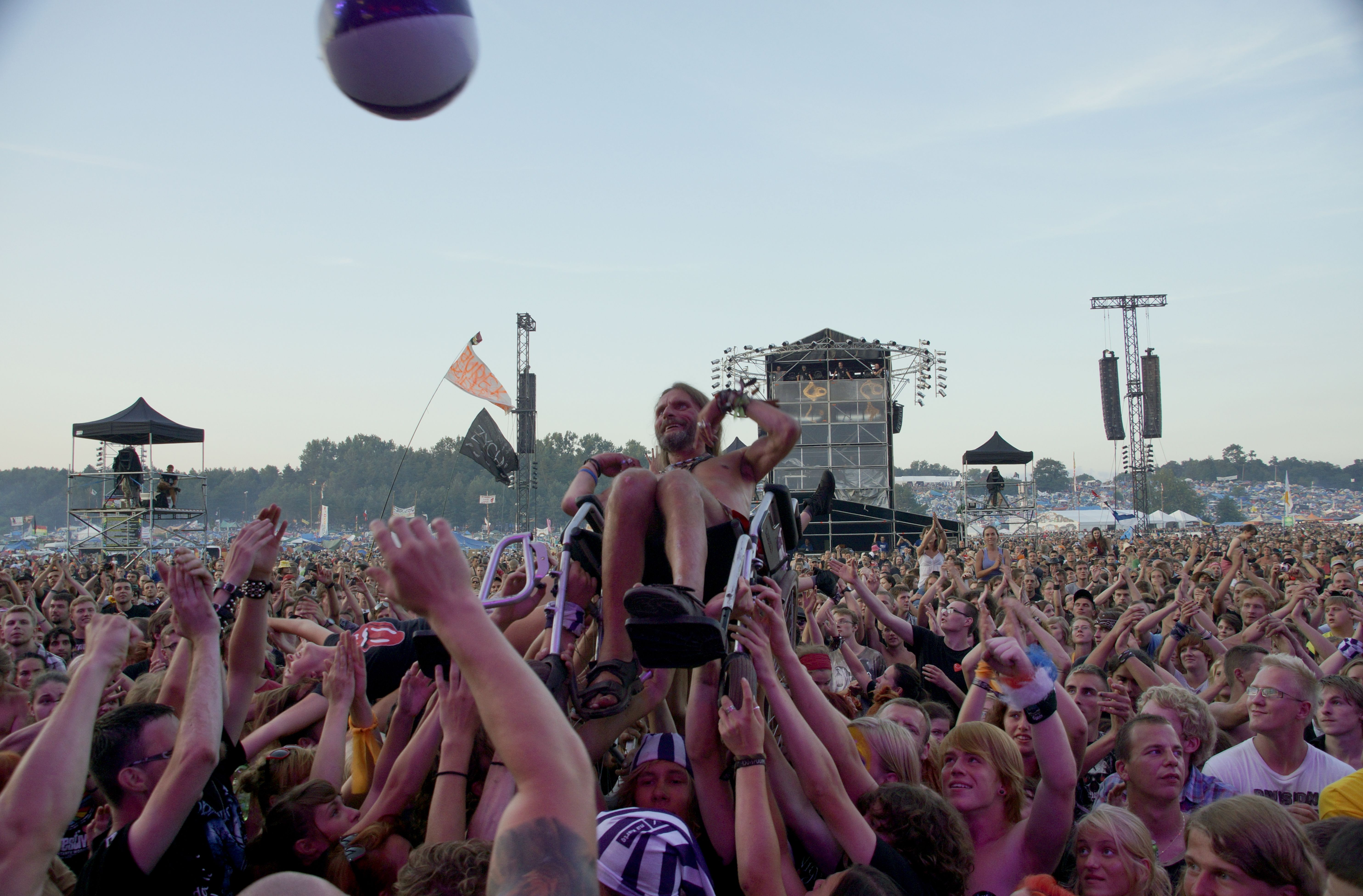
Andrzej Kaczkowski unoszony na wózku inwalidzkim przez tłum w czasie koncertu

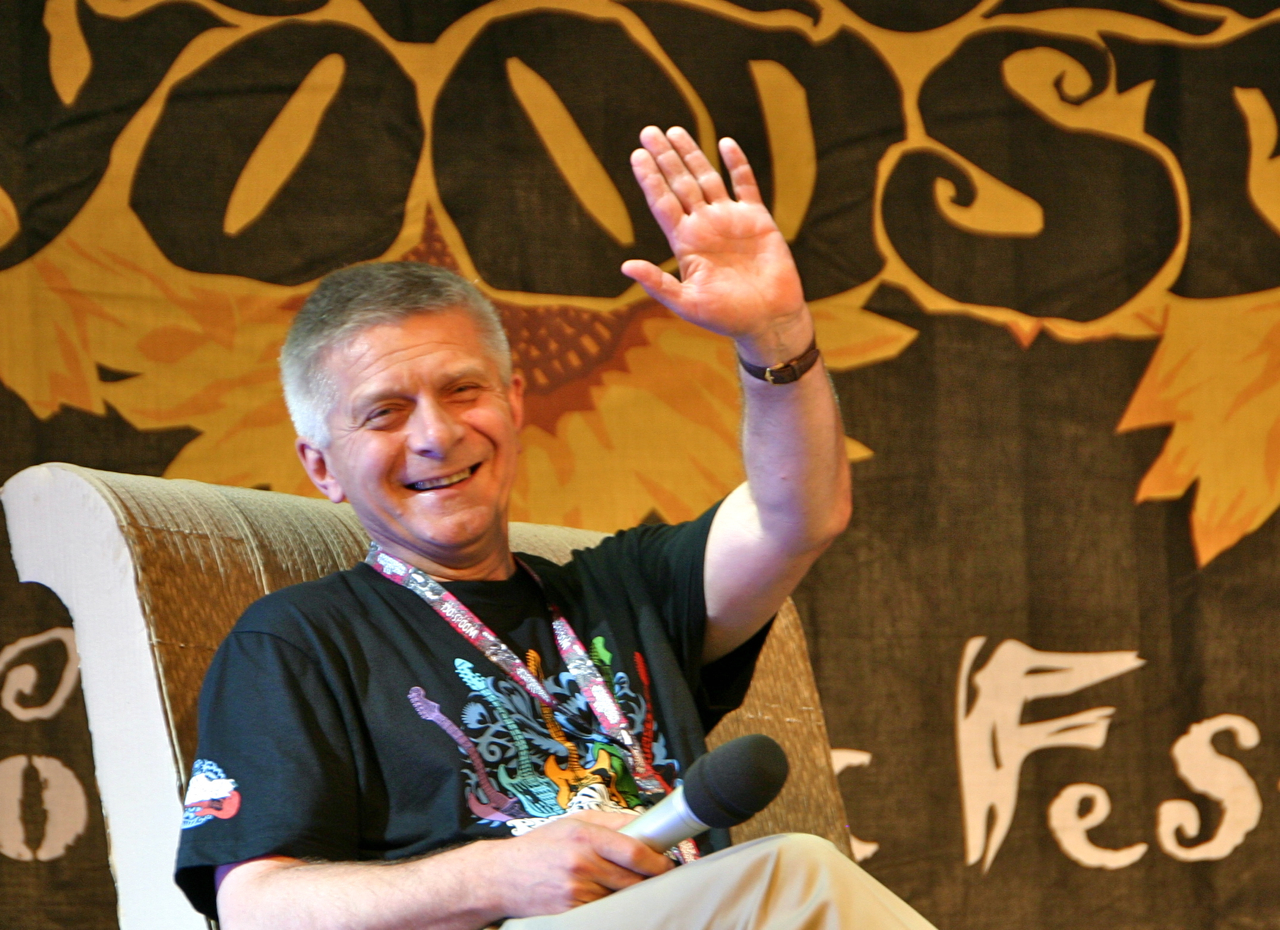
Marek Belka odpowiadający na pytania publiczności podczas spotkania w ASP

Siedemnasty Przystanek Woodstock odbył się w dniach 4–6 sierpnia, czyli od czwartku do soboty w Kostrzynie nad Odrą. Ponieważ Jurek Owsiak stwierdził, że dużo ludzi musi już wyjeżdżać w niedzielę i nie może zostać w ostatni dzień Woodstocku. Był to do tej pory rekordowy przystanek, zgromadził około 700 tysięcy uczestników. Swój występ na scenie głównej prezentowały zespoły: The Prodigy, Dog Eat Dog, Helloween, Airbourne, H-Blockx, Donots, Riverside, Zebrahead, Kumka Olik, Heaven Shall Burn, Kontrust, Skindred, Arka Noego (zdobywca Złotego Bączka sceny folk), Buldog, Apteka oraz Łąki Łan, a także Gentleman wraz z zespołem The Evolution, Piotr Bukartyk oraz Jahcoustix, którzy wystąpili w towarzystwie The Yard Vibes Crew.
Specjalnymi wydarzeniami były Projekt Grechuta stworzony przez członków zespołu Plateau (z gościnnym udziałem, m.in.: Ani Wyszkoni, Tomasza „Titusa” Pukackiego, Martyny Jakubowicz oraz Jacka Ostaszewskiego) oraz poświęcony pamięci Grzegorza Ciechowskiego Przystanek Republika, podczas którego na scenie wystąpili byli członkowie zespołu Republika: Leszek Biolik, Zbigniew Krzywański i Sławomir Ciesielski, a także zaproszeni goście: Jacek Bończyk, Ania Dąbrowska, Maciej Silski, Piotr „Glaca” Mohamed, Tomasz Lipnicki, Tomasz Makowiecki, Kasia Kowalska, Andrzej „Kobra” Kraiński i Tomasz „Titus” Pukacki.
Wyjątkowo na głównej scenie nie zagrał zdobywca Złotego Bączka. Laureat nagrody, zespół Papa Roach, odebrał statuetkę 30 czerwca podczas koncertu w warszawskim Klubie Stodoła. Na Przystanku zagrał więc zdobywca drugiego miejsca, zespół Enej. Prócz tego wystąpili laureaci konkursu Fabryki Zespołów: Materia, Raggafaya, Luxtorpeda, BlackJack oraz Chilli.
Organizatorami sceny folkowej, jak co roku, był zespół Carrantuohill. Wystąpili na niej, między innymi, zespoły: Shannon, Talco, Balkan Sevdah, Ratatam (w towarzystwie Eweliny Flinty), Mikromusic, Świnka Halinka oraz Dikanda, a także Tadeusz Woźniak oraz Włodzimierz „Kinior” Kiniorski w towarzystwie zespołu Sky Orchestra. Prócz tego gośćmi sceny folkowej byli również laureaci konkursu Fabryki Zespołów, zespoły Łydka Grubasa, Blue Machine, Bethel oraz Natural Mystic. Gośćmi sceny w Pokojowej Wiosce Kryszny byli między innymi, Ga-Ga/Zielone Żabki, Moskwa, Zmaza, Farben Lehre, Pull The Wire, Yelram i Cosmo Squad.
Jak co roku działała również Akademia Sztuk Przepięknych. Jej gośćmi byli Marek Belka, Jan Ołdakowski, Jan Nowicki, Andrzej Grabowski, Tomasz „Titus” Pukacki, Marek Koterski, Piotr Pustelnik oraz Piotr „Glaca” Mohamed, który w ostatniej chwili zastąpił nieobecnego z powodów osobistych Wojciecha Manna. Tradycyjnie działało również letnie kino polowe Łódź-Stock zorganizowane we współpracy z łódzkim kinem Cytryna oraz Uniwersytetem Łódzkim.

### 18. Przystanek Woodstock (Kostrzyn nad Odrą, 2012)

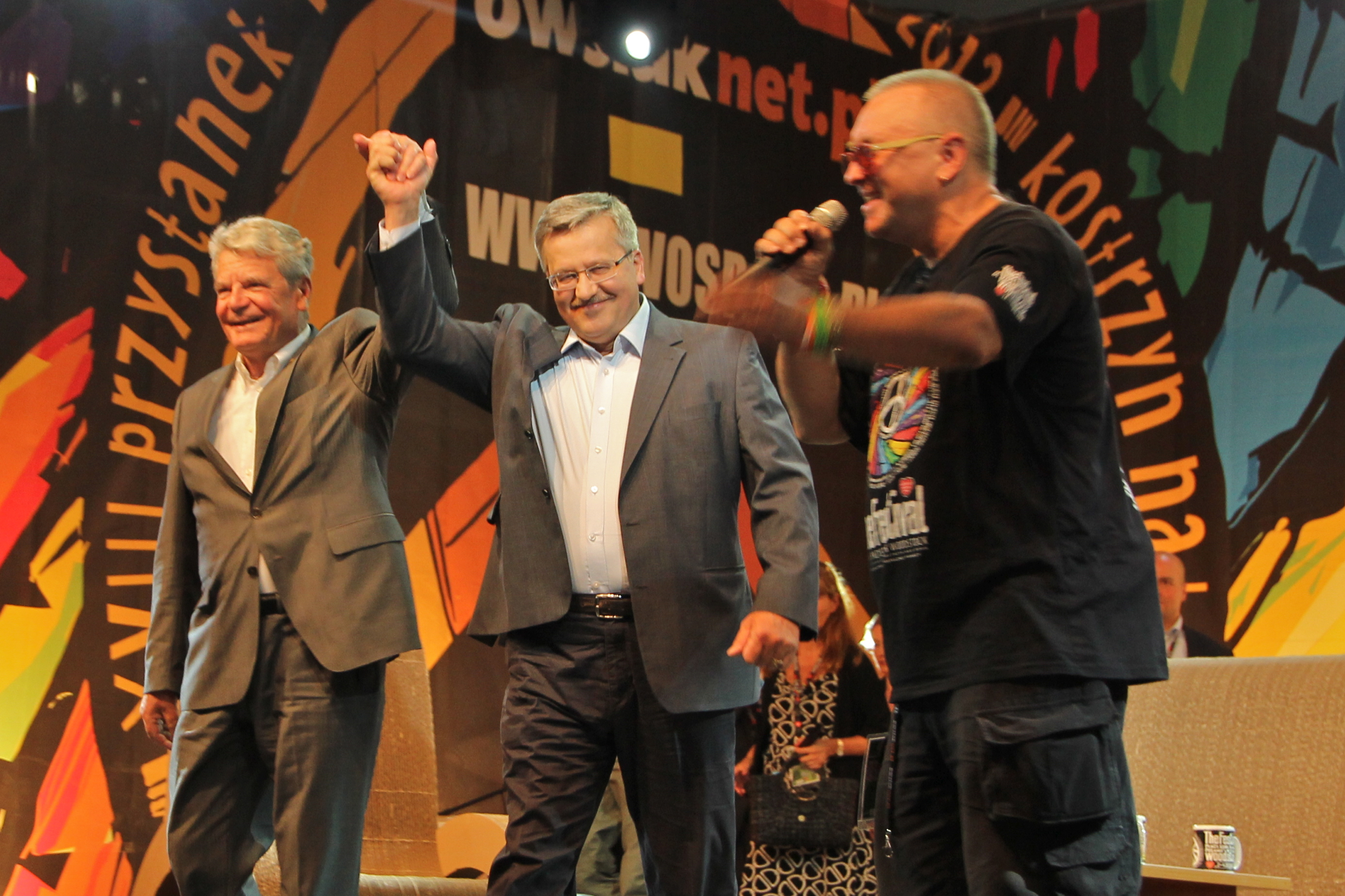
Bronisław Komorowski i Joachim Gauck, 2012

Osiemnasty Przystanek Woodstock odbył się w dniach 2–4 sierpnia w Kostrzynie nad Odrą. Różne są szacunki co do frekwencji podczas tej edycji festiwalu: według organizatorów liczba widzów sięgnęła około 550 tys., natomiast według policji liczba uczestników wyniosła około 350 tys. Na dużej scenie zagrały zespoły takie jak: Machine Head, The Darkness, Ministry, Asian Dub Foundation, Damian Marley, Sabaton, Anti-Flag, Hardcore Superstar, The Qemists, Dubioza kolektiv, In Extremo, Elektryczne Gitary, Vavamuffin, happysad, The Analogs, Carrantuohill, Shantel & Bucovina Club Orkestar oraz My Riot. Prócz nich na scenie zaprezentowali się również Gooral, Piotr Bukartyk oraz beatboxer THePetebox, a także znany poznański raper Peja (gościnnie w trakcie występu zespołu My Riot). Na scenie wystąpili też tradycyjnie zdobywcy Złotych Bączków, którymi tym razem okazały się zespoły Luxtorpeda oraz Bethel. Po raz kolejny miały miejsce także eliminacje do Przystanku Woodstock, wyłoniły takie zespoły jak Plan, Poparzeni Kawą Trzy, występujący na scenie w towarzystwie Krakowskiej Orkiestry Staromiejskiej, Hope, Deriglasoff czy Eris Is My Homegirl, zapewniając im występ na dużej scenie festiwalu. Nagrodzone występem na scenie folkowej zostały zespoły Lemko Tower, Kabanos, Back To The Ocean, Ludzie Mili, Rust, Zgredybillies, Papa Musta oraz Marika & Spokoarmia.
W ramach Akademii Sztuk Przepięknych gośćmi festiwalu byli: Roman Paszke, Jacek Bożek, bp. Tadeusz Pieronek, Bogusław Wołoszański, Andrzej Strejlau, Krzysztof Hołowczyc, gen. Sławomir Kałuziński, Tadeusz Wrona, gen. Waldemar Skrzypczak oraz Janina Paradowska.
Poza tym na festiwalu pojawili się także Bronisław Komorowski oraz Joachim Gauck, którzy dokonali otwarcia tej edycji Przystanku Woodstock.

### 19. Przystanek Woodstock (Kostrzyn nad Odrą, 2013)

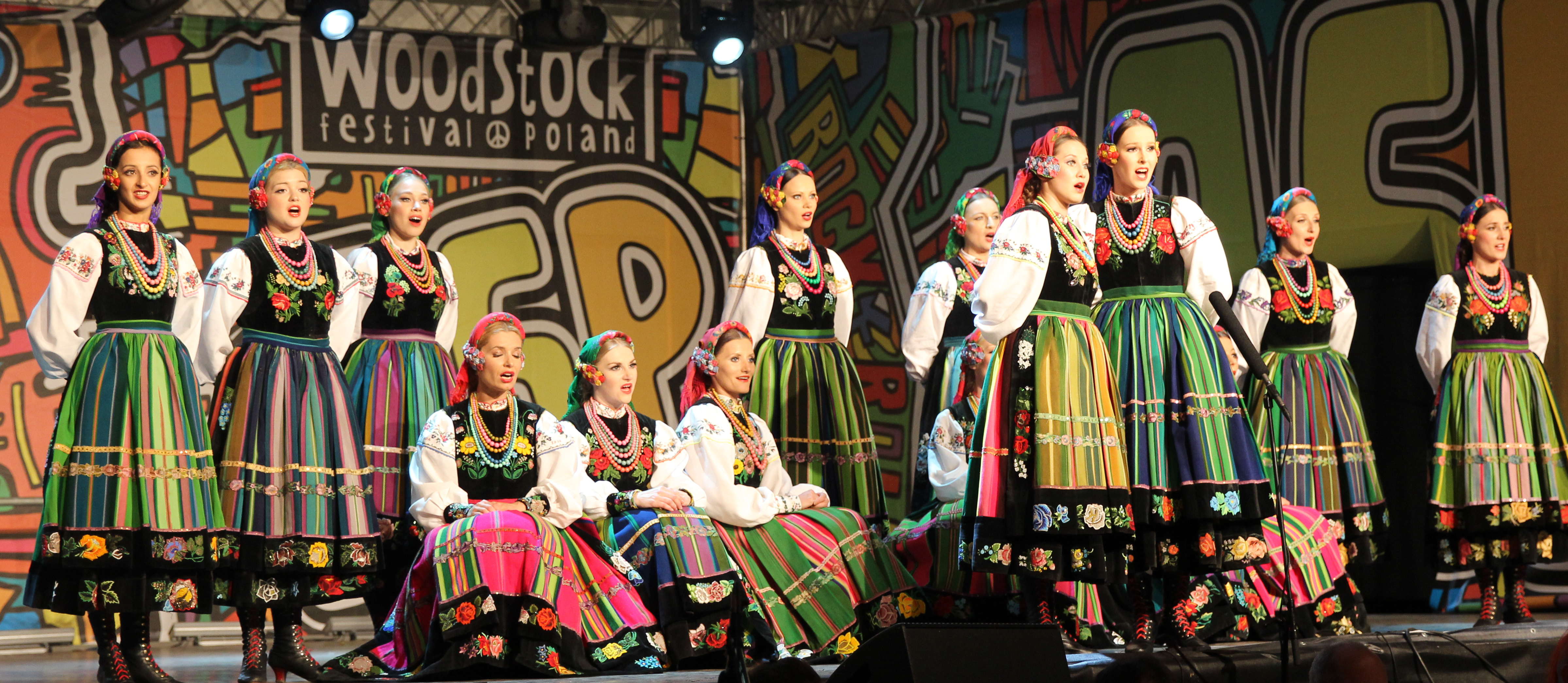
Państwowy Zespół Ludowy Pieśni i Tańca „Mazowsze”

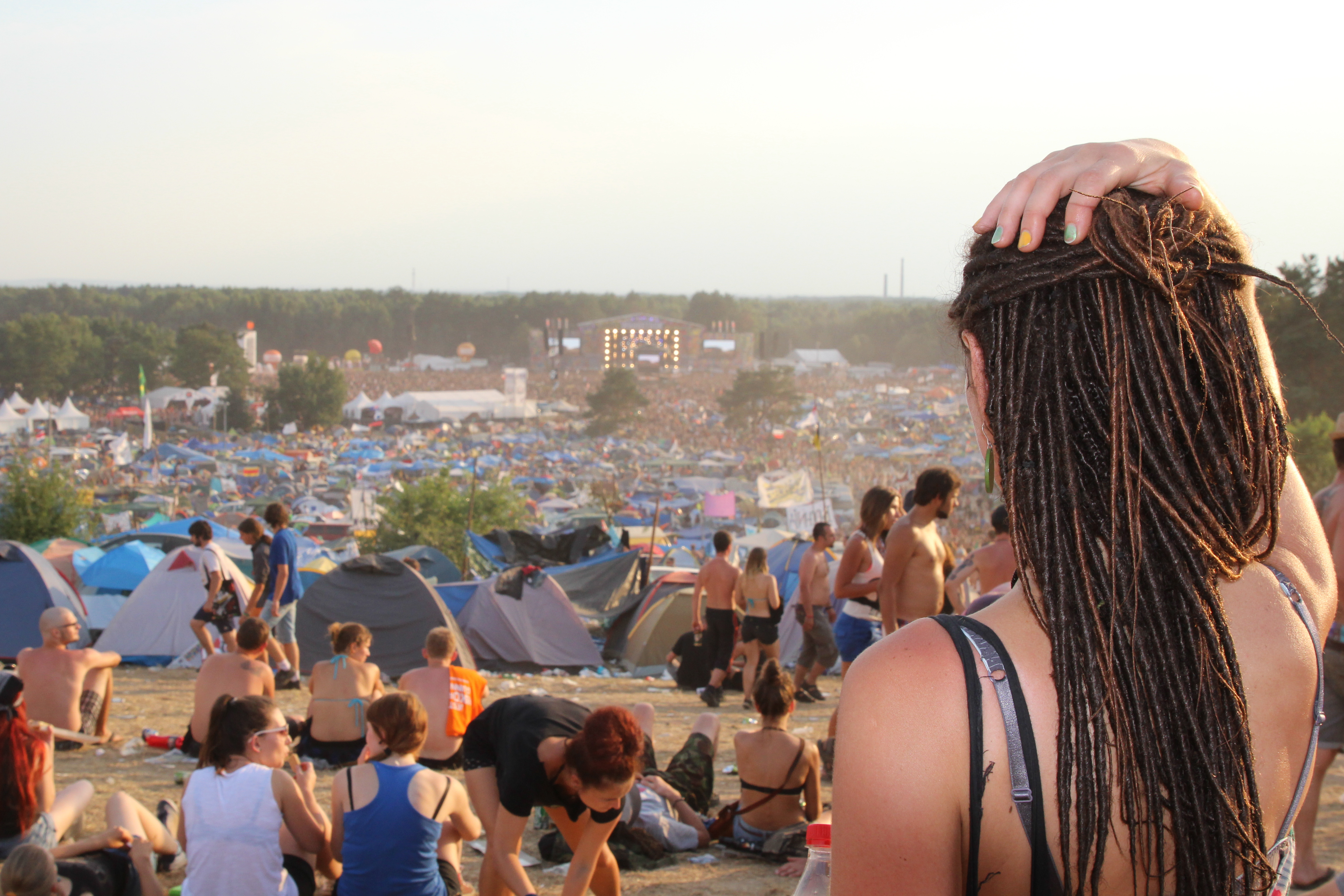
19. Przystanek Woodstock w 2013 roku

Dziewiętnasty Przystanek Woodstock odbył się w dniach 1–3 sierpnia w Kostrzynie nad Odrą. Na dużej scenie zagrał amerykański zespół Anthrax, który miał pojawić się na osiemnastej edycji festiwalu, jednak nie przybył z powodu zmiany trasy koncertowej. Zagrali również artyści tacy jak: Kaiser Chiefs, Enter Shikari, Ugly Kid Joe, Atari Teenage Riot, Danko Jones, zespół Haydamaki wraz z DJ-em Caiem Caslavinierim, Hunter, Farben Lehre, Emir Kusturica & No Smoking Orchestra, Third World, Mech, Gooral & Mazowsze, These Reigning Days, Leningrad, Soldiers of Jah Army, Kamil Bednarek, Big Cyc, Ja Mmm Chyba Ściebie, Death by Chocolate, Maria Peszek, Kiril Dzajkovski, Ga-Ga/Zielone Żabki i Carrantuohill. W pierwszym dniu festiwalu wystąpił także zespół happysad, laureat Złotego Bączka. Jako laureaci eliminacji do Przystanku Woodstock, na dużej scenie zaprezentowali się zespoły: Chassis, Clock Machine, Offensywa, The Toobes oraz AmetriA; na małej: Labirytm, Cała Góra Barwinków, Skowyt i Chemia. Laureatem Złotego Bączka Małej Sceny został Kabanos. Natomiast na scenie ASP wystąpił zespół Audiofeels.
Gośćmi Akademii Sztuk Przepięknych byli m.in. Krzysztof Skiba, Kabaret Limo, Roman Polko, Peter Jenner, Artur Andrus, ksiądz Adam Boniecki oraz dziennikarz Kuba Wojewódzki. Podczas spotkania z Grzegorzem Miecugowem doszło do incydentu, w którym Oskar Wądołowski, działacz polityczny, wkroczył na scenę i uderzył redaktora w twarz. Napastnik został zabrany przez Niebieski Patrol, a rozmowa z Miecugowem nie została przerwana.
Organizatorzy szacują, że na Przystanku Woodstock 2013 bawiło się około 500 tys. ludzi.

### 20. Przystanek Woodstock (Kostrzyn nad Odrą, 2014)

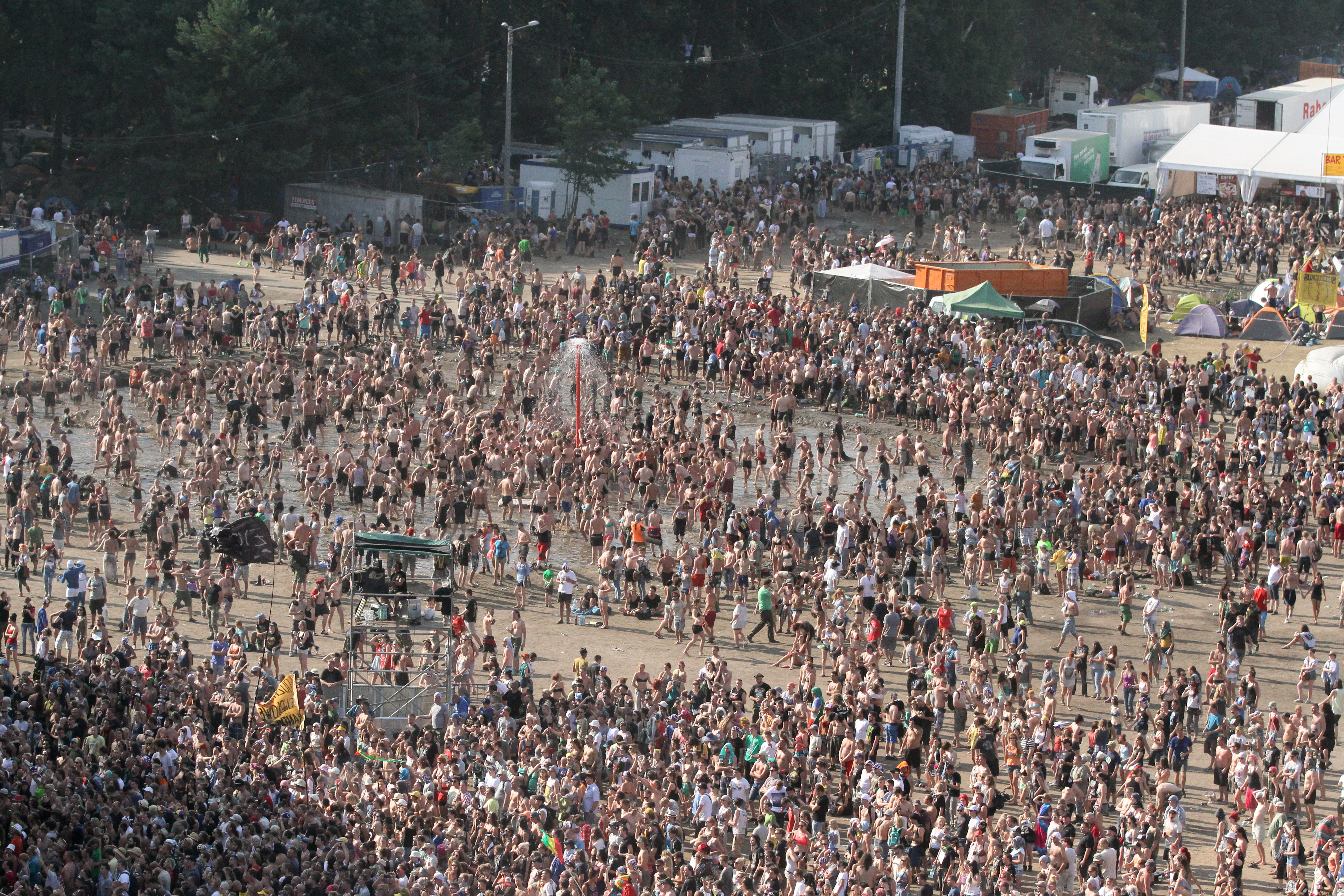
Według szacunków organizatorów w XX przystanku Woodstock wzięło udział około 750 tysięcy uczestników

Dwudziesty Przystanek Woodstock odbył się w dniach 31 lipca – 2 sierpnia w Kostrzynie nad Odrą. Na festiwalu zagrali Coma, Budka Suflera, Ga-Ga/Zielone Żabki, KZP, Accept, Hatebreed, Carrantuohill, T.Love, Skid Row, Lao Che, The Brew, Volbeat, The Bill, Ska-P, Manu Chao, be.my, Acid Drinkers, Michał Jelonek, Ky-Mani Marley, Protoje, Skindred, Kapela ze Wsi Warszawa, Piersi, Tabu, Ukeje, Włochaty, The Bastard, Zmaza, Łzy, Ania Rusowicz, Kasia Kowalska, Enclose oraz Dr Misio. Gośćmi Akademii Sztuk Przepięknych byli Bogusław Linda, Włodek Pawlik, Maria Czubaszek, Magdalena Środa, ks. Wojciech Lemański, Agnieszka Holland, Piotr Rogucki, Aktorzy Teatru 6.Piętro. Szacunkowo festiwal odwiedziło około 750 tysięcy osób, co stanowi rekord frekwencji.
Od lat 90. w trakcie Przystanku Woodstock wolontariusze Stowarzyszenia Nigdy Więcej propagują idee antyrasizmu i wielokulturowości. W 2014 roku antyrasistowskie działania podczas festiwalu miały na celu upamiętnienie Marcina Kornaka (1968-2014), założyciela i prezesa Stowarzyszenia.

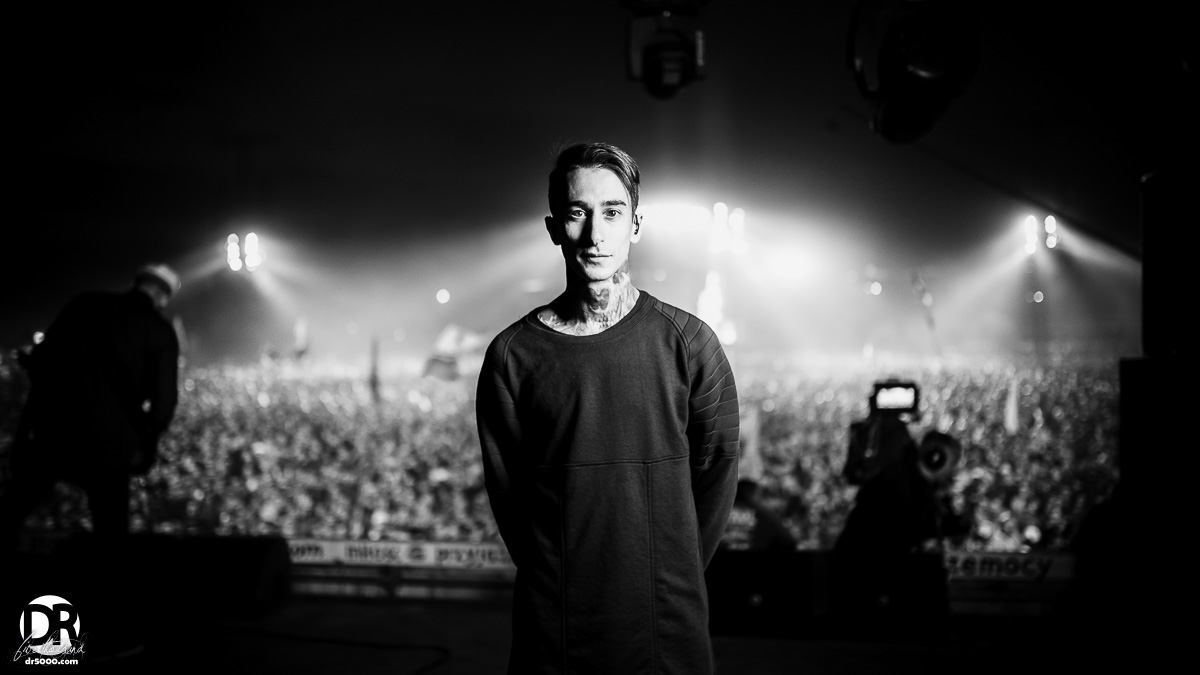
Josh Friend, wokalista zespołu Modestep, na tle ponad 700-tysięcznego tłumu, na kilka sekund przed rozpoczęciem koncertu podczas festiwalu Woodstock 2015

### 21. Przystanek Woodstock (Kostrzyn nad Odrą, 2015)

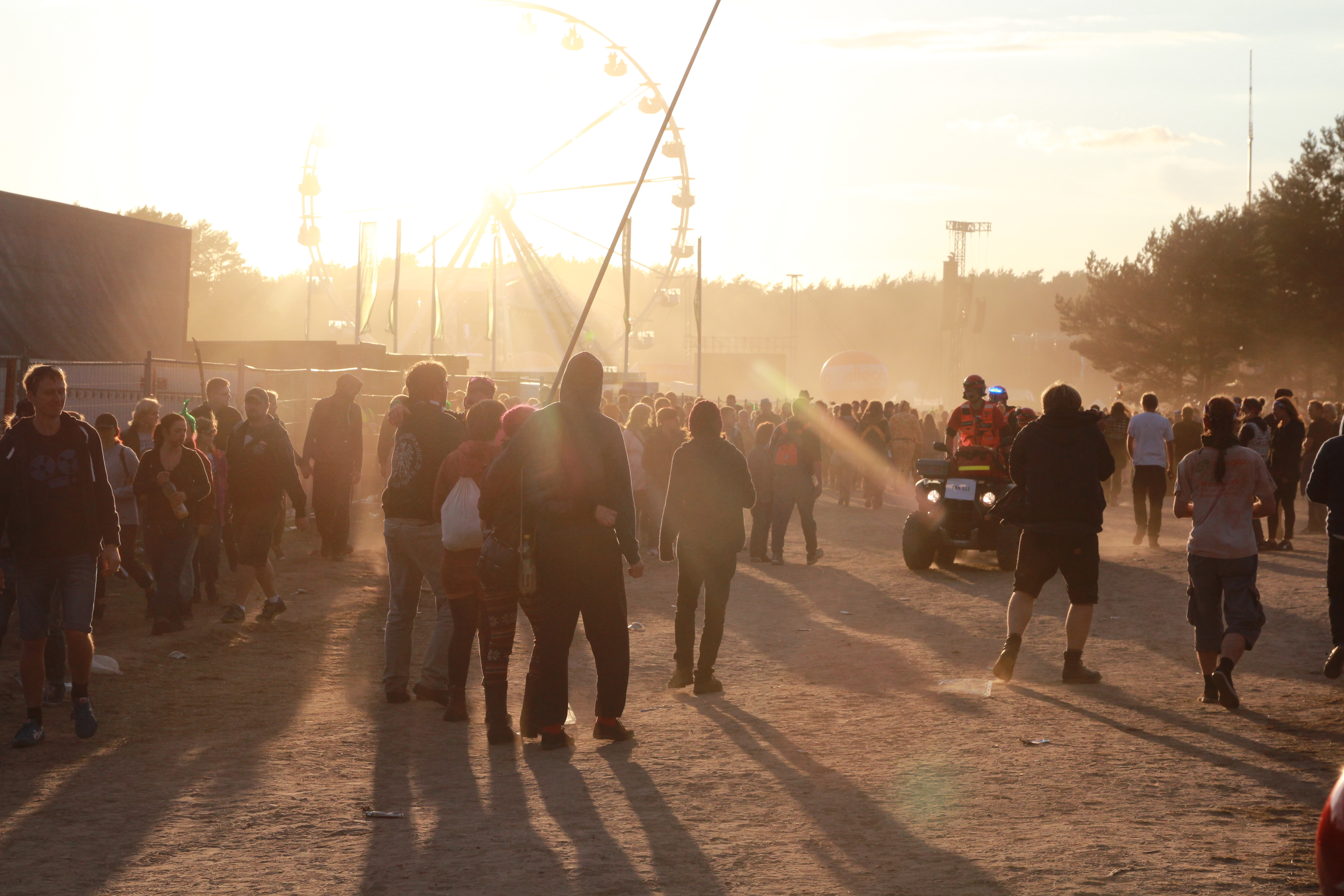
Diabelski młyn podczas festiwalu w 2015 roku

Dwudziesty Pierwszy Przystanek Woodstock odbył się w dniach 30 lipca – 1 sierpnia w Kostrzynie nad Odrą. Na festiwalu zagrali m.in.: Within Temptation, Dream Theater, Modestep, Black Label Society, Shaggy, Urszula, Voo Voo, Coma, Decapitated, Proletaryat, Eluveitie.
W ramach Akademii Sztuk Przepięknych gośćmi byli: ks. Jan Kaczkowski, Teatr 6. piętro, Aleksander Doba, Rafał Sonik, Kasia Kowalska, Anna Czerwińska, Marcin Iwiński, Maria Rotkiel, Irena Eris.
W kwietniu 2016 reportaż „Ludzie Woodstocku” realizowany podczas XXI Przystanku Woodstock został laureatem konkursu BZ WBK Press Foto 2016 w kategorii „Człowiek”. Jego autor, Rafał Krasa ukazał serię portretów ludzi tworzących festiwal Przystanek Woodstock 2015, uczestników festiwalu oraz artystów przed lub po występach. Na przystanku bawiło się 210 tys. ludzi.

### 22. Przystanek Woodstock (Kostrzyn nad Odrą, 2016)
Dwudziesty drugi Przystanek Woodstock odbył się w dniach 14–16 lipca 2016 roku w Kostrzynie nad Odrą. Na festiwalu zagrali m.in.: Tarja Turunen, Luxtorpeda, Hey, Inner Circle, Grubson, Decapitated, DragonForce, Lacuna Coil, Corruption, Enej, Oberschlesien, Poparzeni Kawą Trzy, Łzy, Sexbomba, Molotov, Apocalyptica, The Hives, Bring Me The Horizon i Vintage Trouble.
W ramach Akademii Sztuk Przepięknych gośćmi byli: Jerzy Stuhr, Janina Ochojska, Zbigniew Buczkowski, Maciej Stuhr, Karolina Korwin Piotrowska, Małgorzata Chmielewska, Tomasz Michniewicz.
W 2016 roku Przystanek odbył się wcześniej, niż w tradycyjnym terminie przełomu lipca i sierpnia, aby nie nałożyć się z organizowanymi w tym samym roku w Krakowie obchodami Światowych Dni Młodzieży.

### 23. Przystanek Woodstock (Kostrzyn nad Odrą, 2017)

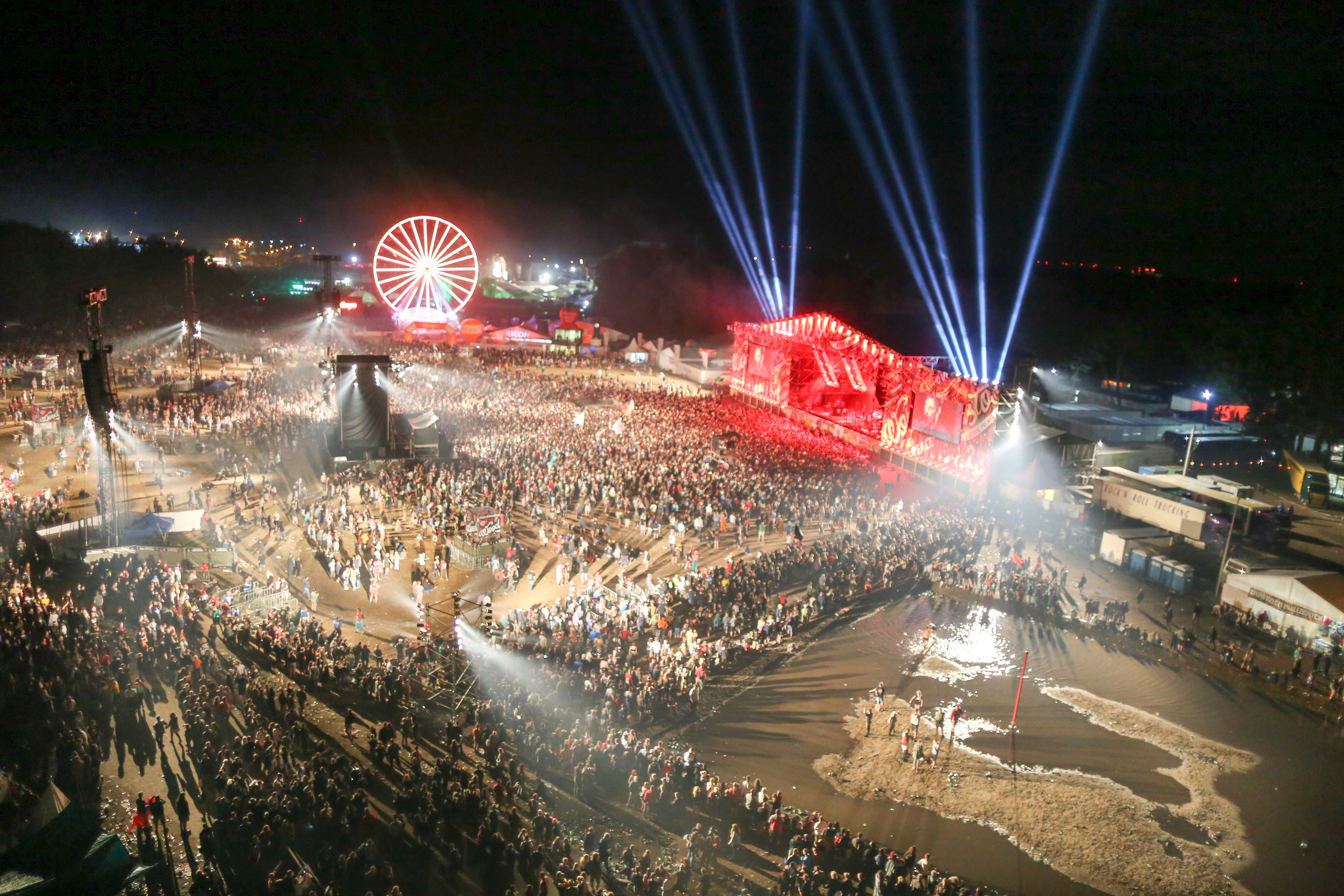
Duża Scena w 2017 roku

Dwudziesty trzeci Przystanek Woodstock odbył się w dniach 3–5 sierpnia 2017 roku w Kostrzynie nad Odrą.
Na „Dużej Scenie” zagrali: Łąki Łan, Materia, The Kyle Gass Band, Trivium, Urbanator, Wilki, The Dead Daisies z Orkiestrą Filharmonii Gorzowskiej, Mando Diao, Projekt Parabelum, Orange Goblin, House of Pain, New Model Army, Hey, Amon Amarth, Archive, The Bloody Beetroots, Nocny Kochanek, Dub INC., Nine Treasures, Slaves, The Qemists, Nothing But Thieves, Domowe Melodie, Frank Turner & The Sleeping Souls, a na zakończeniu zagrał Piotr Bukartyk.
„Mała Scena” gościła zespoły: Yankee, Mesajah, Oddział Zamknięty, Speaker First, Prong, Clock Machine, Fangclub, Hengelo, Fishface, Zdrowa Woda, RSC, Annisokay, Tabu, Counterfeit, LemON, Eleanor Gray, Kolory, Cox & Vox, Roan & Da Shu, Chorzy, Dr Misio, The Sixpounder, Piotr Bukartyk.
Na Akademii Sztuk Przepięknych zagościli: o. Paweł Gużyński, Filip Chajzer, gen. Mirosław Różański, Jarosław Gwizdak i dr Adam Bodnar, Maciej Orłoś, Robert Biedroń, Przemysław Kossakowski, Bartłomiej Topa i Łukasz Kościuczuk, artyści Teatru im. J. Osterwy w Gorzowie Wielkopolskim. A podczas nocnych koncertów wystąpili: Kabaret Młodych Panów, Skicki-Skiuk, Eabs, Wojtek Mazolewski Quintet, Pawbeats Orchestra oraz artyści Teatru im. J. Osterwy w Gorzowie Wielkopolskim, ze sztuką „Stopklatka”.
Na scenie „Viva Kultura” wystąpili: Holden Avenue, Valery Mess, Rootzmans, Johny Rockers, Diversity, Exlibris, Jelonek, Sielska, Radykalna Wieś, Dret, Podwórkowi Chuligani, Romantycy Lekkich Obyczajów, Prawda, Booze & Glory, 747, Przed Wchodem Słońca, Carrion, Zacier, Sexbomba, The Bill, Koniec Świata, Troty, Zwłoki, Krambabula, Jacek Stęszewski, Bethel, Leniwiec, Ga-Ga Zielone Żabki.
Według minimalnych szacunków policji, na imprezie pojawiło się 250 tys. osób, natomiast w złożonym wniosku o organizację imprezy masowej wskazano liczbę 300–400 tys. osób. Na żądanie rządu zrezygnowano z pomocy niemieckiej straży pożarnej i Technisches Hilfswerk. Formalnie w ramach festiwalu wyodrębnione zostały 4 imprezy masowe: Duża Scena, Mała Scena, Akademia Sztuk Przepięknych oraz Pokojowa Wioska Kryszny, z czego dwie pierwsze miały status imprezy o podwyższonym ryzyku. Ochronę zapewniało 4300 osób, w tym 1546 policjantów, 153 strażaków, 104 funkcjonariuszy SOK, 55 strażników granicznych, a z ramienia organizatora – 970 członków służb informacyjnych, 790 – porządkowych i 390 medycznych. Liczba zorganizowanych imprez towarzyszących sięgnęła 850.
W czasie imprezy na terenie całego miasta odnotowano 153 przestępstwa, w tym 97 narkotykowych, 34 kradzieże dokumentów, telefonów i innego mienia, jeden gwałt, jedno ciężkie uszkodzenie ciała, jeden rozbój i jeden fałszywy alarm bombowy, którego sprawcą okazał się mieszkaniec miasta. Wśród 367 wykroczeń odnotowano: picie alkoholu w miejscu zabronionym (127), złamanie przepisów ruchu drogowego (80), śmiecenie, używanie słów obelżywych i drobne kradzieże. W związku ze złamaniem przepisów prawa zatrzymano łącznie 118 osób. Zanotowano 1300 interwencji medycznych i 53 hospitalizacje.

### 24. Pol’and’Rock Festival (Kostrzyn nad Odrą, 2018)

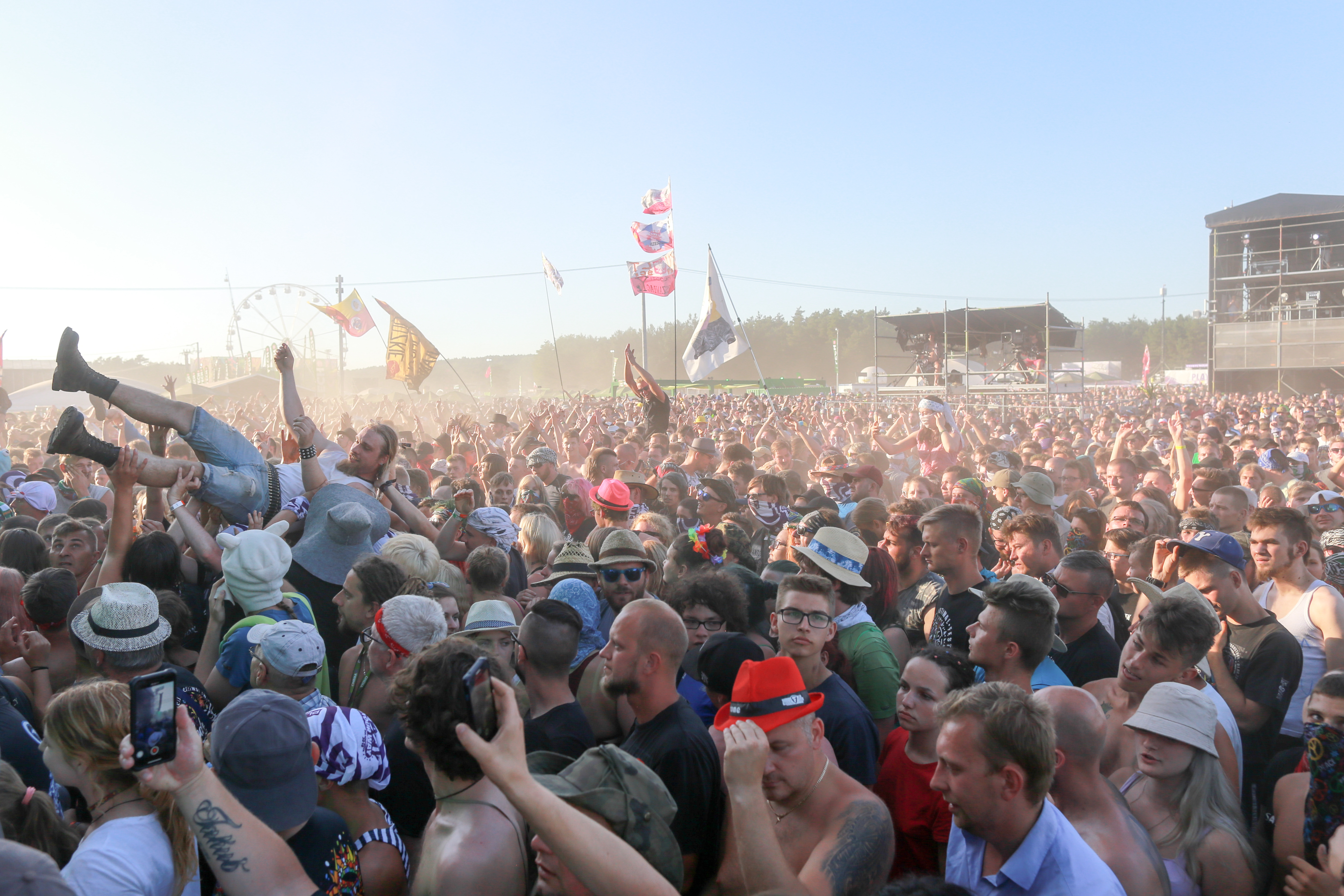
Koncert na Małej Scenie w 2018 roku

Dwudziesta czwarta edycja festiwalu pod nową nazwą Pol’and’Rock Festival odbyła się w dniach 2–4 sierpnia 2018 roku w Kostrzynie nad Odrą. Zagrali tam m.in. Big Cyc, Judas Priest, Arch Enemy, Goo Goo Dolls, In Flames, Gojira, Soulfly, Dubioza kolektiv, Alestorm, You Me at Six, Nocny Kochanek, Hunter, Lao Che. Według szacunków organizatorów w festiwalu wzięło udział od 500-700 tysięcy osób.
W ramach Akademii Sztuk Przepięknych odbyły się spotkania z gośćmi festiwalu: Jackiem Fedorowiczem, Dorotą Wellman, Chrisem Niedenthalem, Arturem Barcisiem, Katarzyną Puzyńską, Katarzyną Sokołowską, Bogusławem Wołoszańskim, gen. Mirosławem Różańskim, gen. Jarosławem Stróżykiem, gen. Tomaszem Drewniakiem, płk. Piotrem Gąstałą oraz Jerzym Górskim, Dariuszem Załuskim, Krzysztofem Wielickim, Andrzejem Bargielem, Januszem Gołębiem i Piotrem Tomalą.
Według oficjalnych danych policji doszło do 623 interwencji policyjnych.

### 25. Pol’and’Rock Festival (Kostrzyn nad Odrą, 2019)

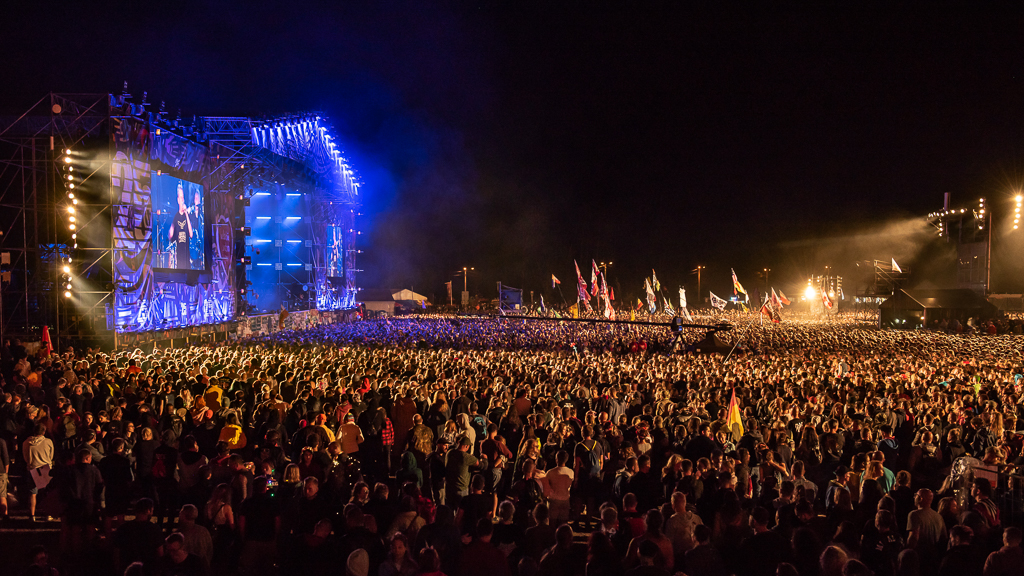
Nocny koncert na Dużej Scene podczas Pol’and’Rock 2019.

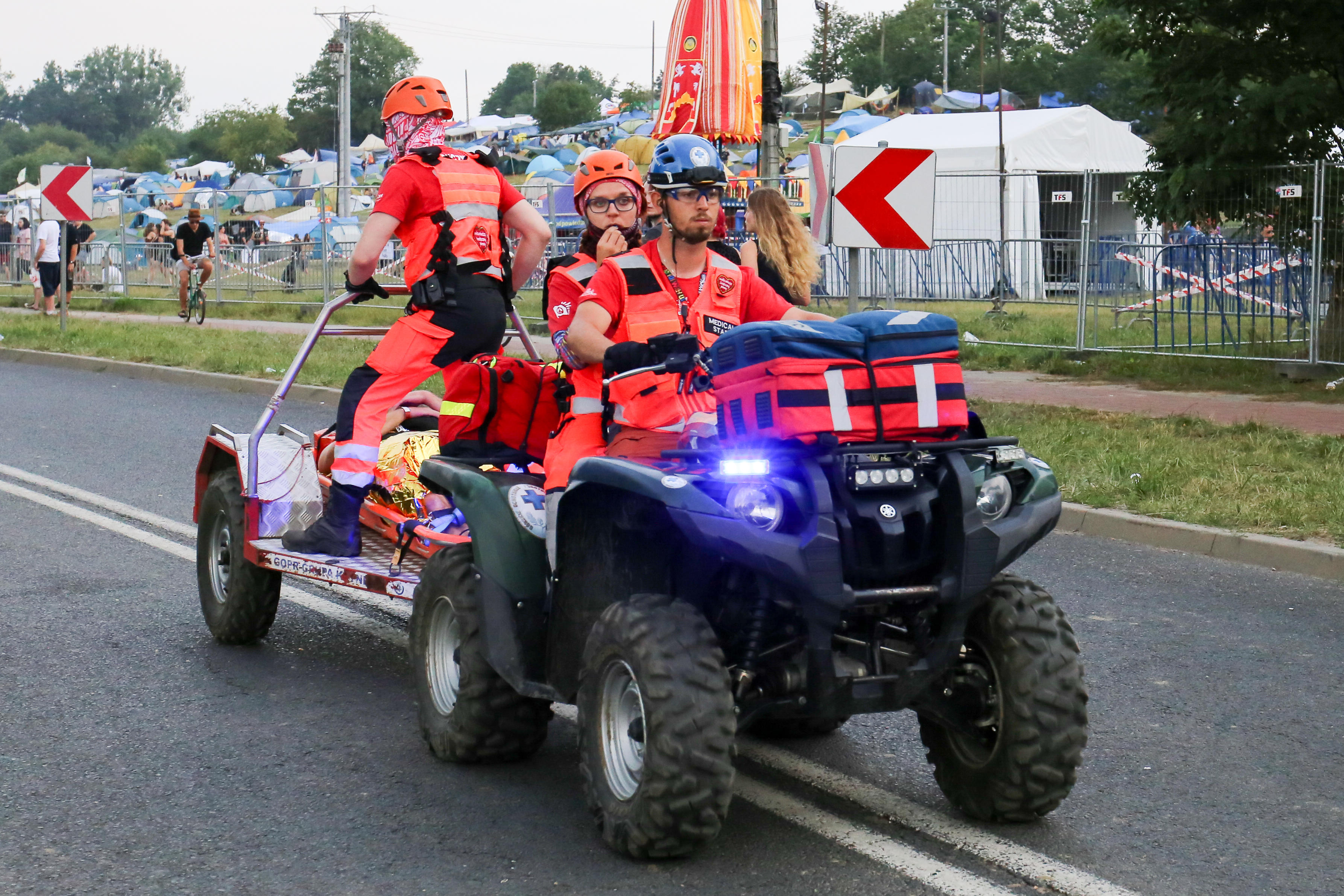
Interwencja Medycznego Patrolu podczas festiwalu w 2019 roku

Dwudziesty piąty Pol’and’Rock Festival odbył się w dniach 1–3 sierpnia 2019 roku w Kostrzynie nad Odrą. W tej edycji festiwalu wystąpili m.in. Hurrockaine, Dub FX, Ziggy Marley, Lordi, Skunk Anansie, Avatar, Acid Drinkers, Testament, Black Stone Cherry, Decapitated, Parkway Drive, Happysad, Kult, Prophets of Rage, Perturbator, Agnieszka Chylińska, Majka Jeżowska, Krzysztof Zalewski, The Adicts. W festiwalu według szacunków organizatora wzięło udział 750 tysięcy ludzi. Policja oszacowała frekwencję uczestników na 285 tysięcy.
W ramach Akademii Sztuk Przepięknych odbyły się spotkania z gośćmi festiwalu: Olgą Tokarczuk, Zbigniewem Zamachowskim, Wojciechem Smarzowskim, Januszem Kondratiukiem, Krzysztofem Skibą, o. Ludwikiem Wiśniewskim, Adamem Bodnarem, Katarzyną Nosowską, Markiem Safjanem, prof. Ewą Łętowską, Bożeną Stachurą, Wojciechem Pszoniakiem, Mariuszem Szczygłem, Filipem Springerem, Igorem Tuleyą, Justyną Kopińską, zespołem Kwiat Jabłoni, Franciszkiem Sterczewskim, Bogusławem Stanisławskim, Martą Frej, Przemysławem Staroniem, Piotrem Bukartykiem i Szymonem Hołownią.
Według oficjalnych danych policji zanotowano ponad 540 interwencji, zatrzymanych zostało 105 osób. W trakcie trwania festiwalu dwie osoby zmarły, a łączna liczba przestępstw to 131.

### 26. Pol’and’Rock Festival (Szeligi, 2020)
Dwudziesty szósty Pol’and’Rock Festival odbył się od 30 lipca do 1 sierpnia 2020 roku. 27 kwietnia 2020 Jerzy Owsiak ogłosił na antenie Antyradia, że ze względu na pandemię koronawirusa „festiwal będzie miał formę online jako internetowe spotkanie z gośćmi festiwalu, wypełnione muzyką z archiwalnych nagrań, jak i z przewidywanych występów na żywo w studiu”. Specjalnie w tym celu wynajęto studio w podwarszawskiej miejscowości Szeligi oraz przygotowano scenografię.
Podczas festiwalu koncerty na żywo zagrali: Majka Jeżowska, Zenek, Michał Jelonek, Przybył, Bokka, Renata Przemyk, Acid Drinkers, Raz, Dwa, Trzy, Romantycy Lekkich Obyczajów, Enej, Bethel, Elektryczne Gitary, Black River, Poparzeni Kawą Trzy, Piotr Bukartyk, Happysad, Big Cyc, Dr Misio, Łydka Grubasa, Farben Lehre, Sidney Polak, Urszula, Ja Mmm Ściebie, Kwiat Jabłoni, Cyrk Deriglasoff, Hunter, Ania Rusowicz, Nocny Kochanek, Tabu i Gravity Off.
W ramach Akademii Sztuk Przepięknych gośćmi festiwalu byli: Majka Jeżowska, Ewa Ewart, Joanna Kulig, Andrzej Depko, Dorota Wellman, Marta Klepka, Tomasz Sekielski, Ewa Zgrabczyńska, Andrzej Mleczko, Wojciech Mann i Janusz Gajos

### 27. Pol’and’Rock Festival (Makowice-Płoty, 2021)

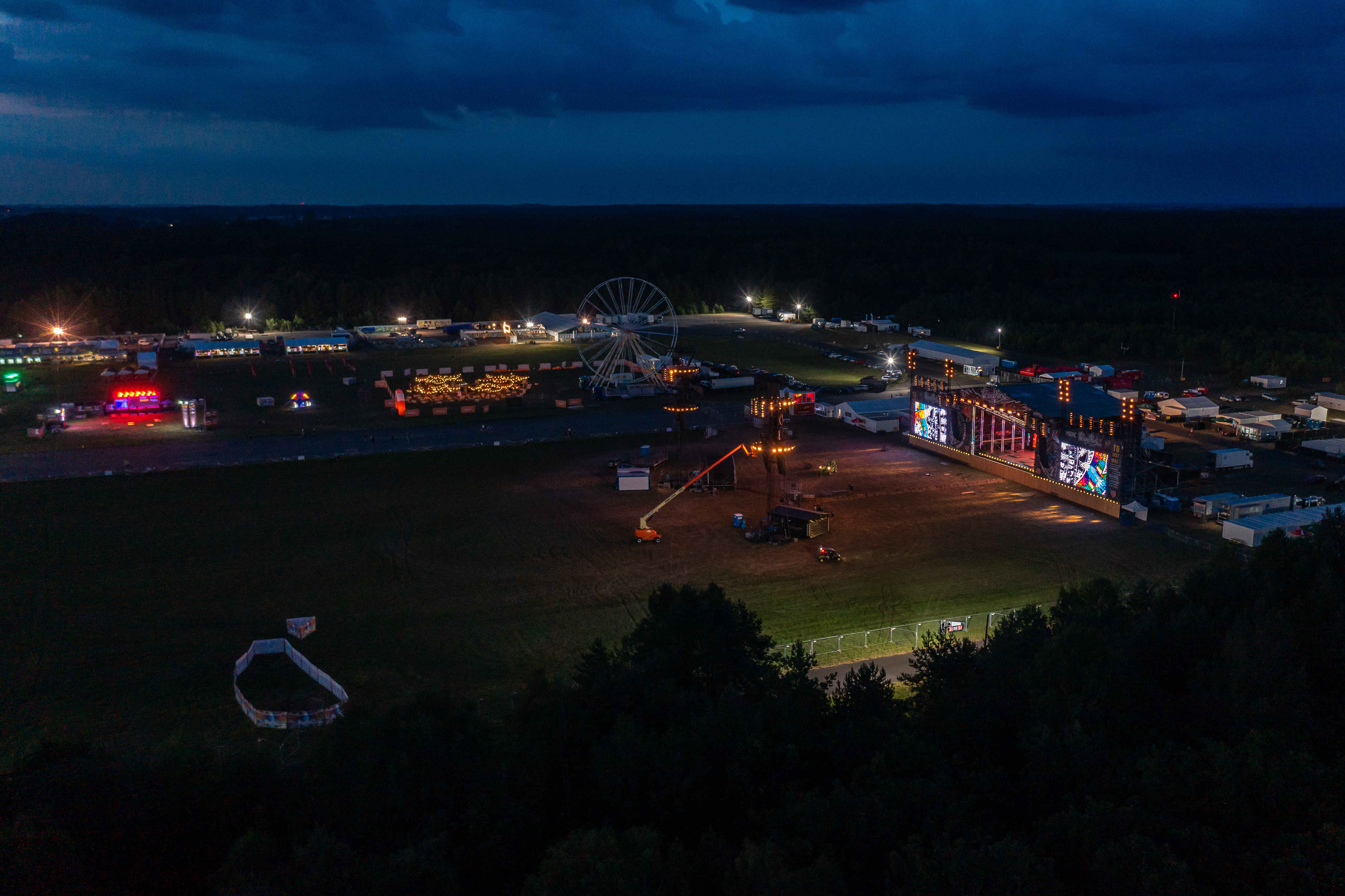
Budowa Dużej Sceny podczas Pol’and’Rock 2021.

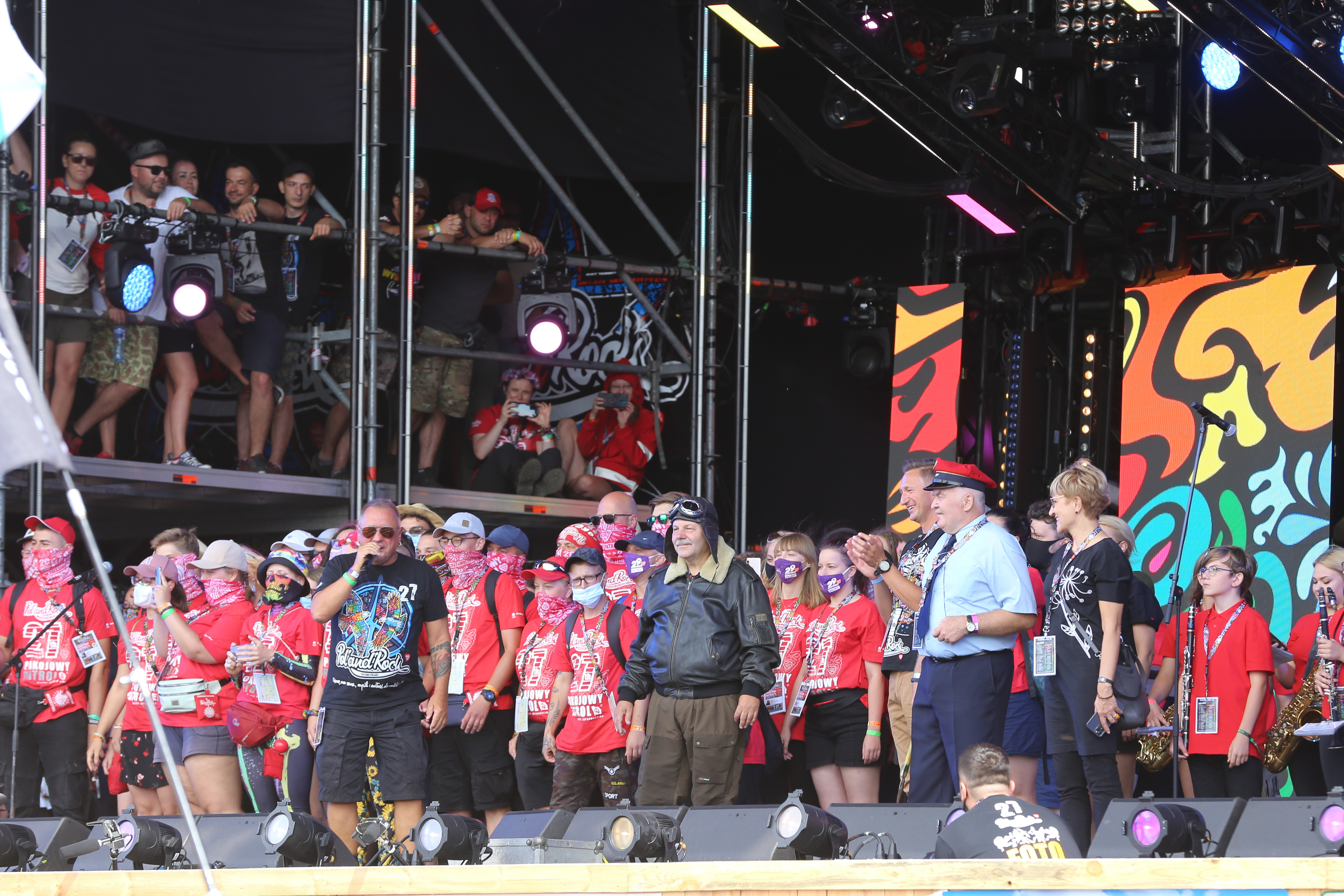
Ceremonia otwarcia festiwalu w 2021

Dwudziesty siódmy Pol’and’Rock Festival odbył się w dniach od 29 lipca do 31 lipca. Tym razem festiwal został zorganizowany na lotnisku Makowice-Płoty w województwie zachodniopomorskim. Ze względu na epidemię koronawirusa warunkiem wstępu osób dorosłych na Pol’and’Rock Festival był komplet szczepień przeciwko COVID-19 dowolną szczepionką zatwierdzoną warunkowo przez EMA. Wymagane było przedstawienie dowodu szczepienia.
Na festiwalu koncerty zagrali: Dżem, Dubioza kolektiv, Black River, Hańba!, Renata Przemyk, Morgane Ji, Kasia Kowalska, Pidżama Porno, Slift, Raz, Dwa, Trzy, Łona i Webber, Bokka, Jahcoustix, No Logo, From Today, WaluśKraksaKryzys, Nietrzask, Kroke, Vavamuffin, Łydka Grubasa, Tabu, Dirty Shirt, Igorrr i Cheap Tobacco.
W ramach Akademii Sztuk Przepięknych gośćmi festiwalu byli: Łukasz Czepiela, Andrzej Chyra, Jakobe Mansztajn, Elżbieta Dzikowska, Arkadiusz Jakubik, Sylwia Gregorczyk-Abram, Michał Wawrykiewicz, Radosław Kotarski, Przemysław Kossakowski wraz z ekipą programu Down the road i Marta Lempart. Spotkania ASP prowadzili Karol Kosiorowski, Katarzyna Janowska, Piotr Halicki, Karolina Walczowska, Bartosz Węglarczyk, Kamil Dziubka, Jaśmina Marczewska, Janusz Schwertner, Dorota Wellman i Marta Klepka.
W festiwalu uczestniczyło 25 tys. osób.

### 28. Pol’and’Rock Festival (Czaplinek-Broczyno, 2022)

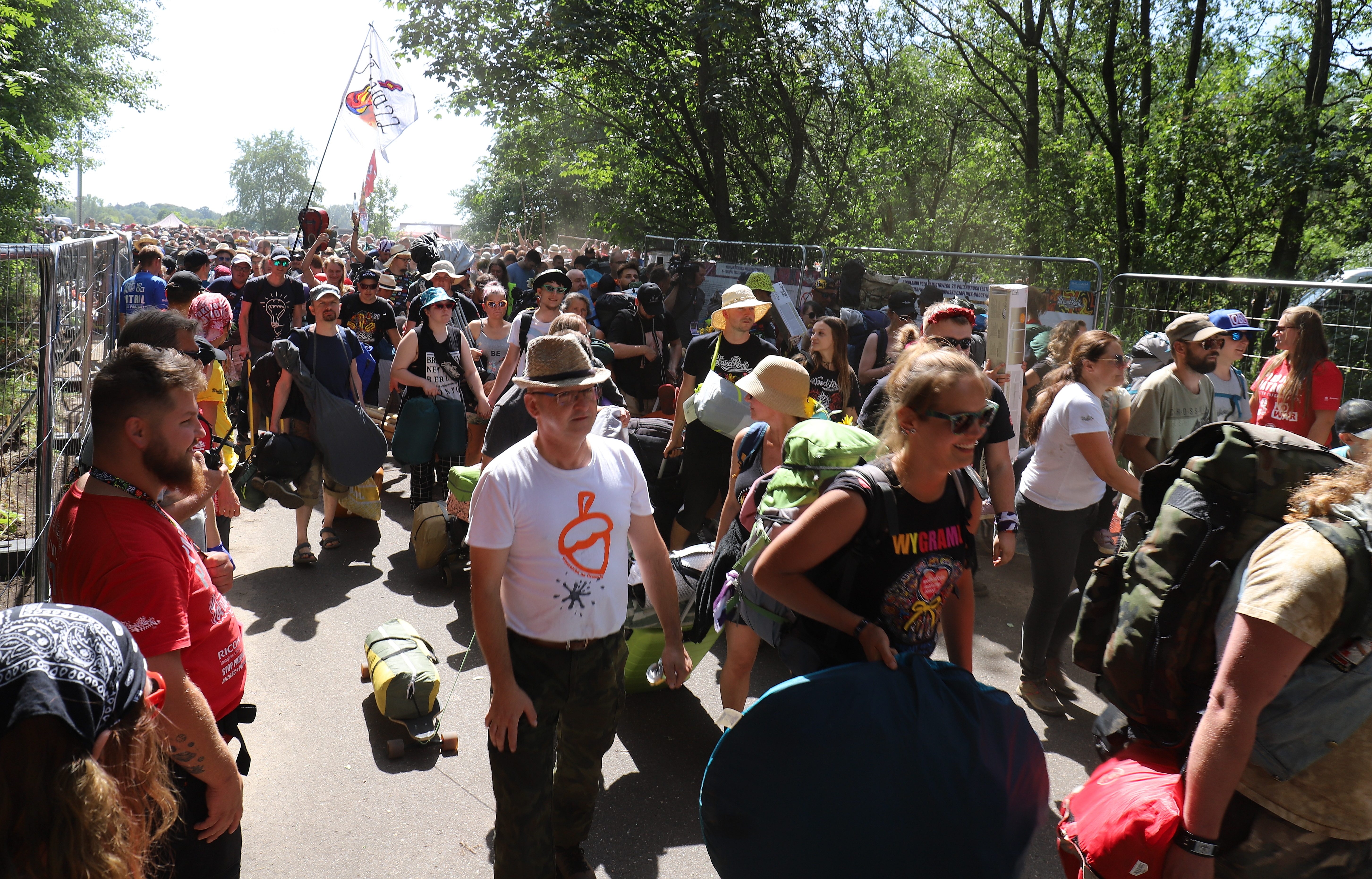
Otwarcie terenu festiwalu w 2022 roku

28. edycja festiwalu odbyła się w dniach 4–6 sierpnia 2022 w Broczynie na lądowisku Czaplinek-Broczyno.
Na dużej scenie zagrali: Clutch, Dirty Shirt, Ferocious Dog, Fiddler’s Green, Fun Lovin’ Criminals, Gwar, Inclusion, Jinjer, Kwiat Jabłoni, Laura Cox, Luxtorpeda, Me and That Man, Nova Twins, Ørganek, Piotr Bukartyk, Skindred, Stake, Strachy na Lachy, Sztywny Pal Azji, Tagada Jones, Voo Voo, Wolf Alice, Żurkowski. Na dużej scenie miał też zagrać zespół Limp Bizkit, ale z powodu problemów zdrowotnych wokalisty Freda Dursta koncert został odwołany. W ostatniej chwili został odwołany koncert zespołu King Gizzard & the Lizard Wizard.
Imprezę okrzykiem „odjazd!” oficjalnie otworzył Roman Polański – emerytowany zawiadowca ze stacji kolejowej w Żarach, który rozpoczyna wydarzenie od 1997 roku.
W ramach Akademii Sztuk Przepięknych w festiwalu wzięli udział: Jakub Żulczyk, członkowie kabaretu Neo-Nówka, Krzysztof Sokołowski, Kamila Kielar i Piotr Strzeżysz, Wojciech Bojanowski i Marcin Wyrwał, Marcin Dorociński, Janina Bąk i Piotr Jacoń, Barbara Kurdej-Szatan oraz twórcy filmu Johnny opowiadającego o życiu Jana Kaczkowskiego: Dawid Ogrodnik, Maciej Kraszewski i Patryk Galewski.

### 29. Pol’and’Rock Festival (Czaplinek-Broczyno, 2023)

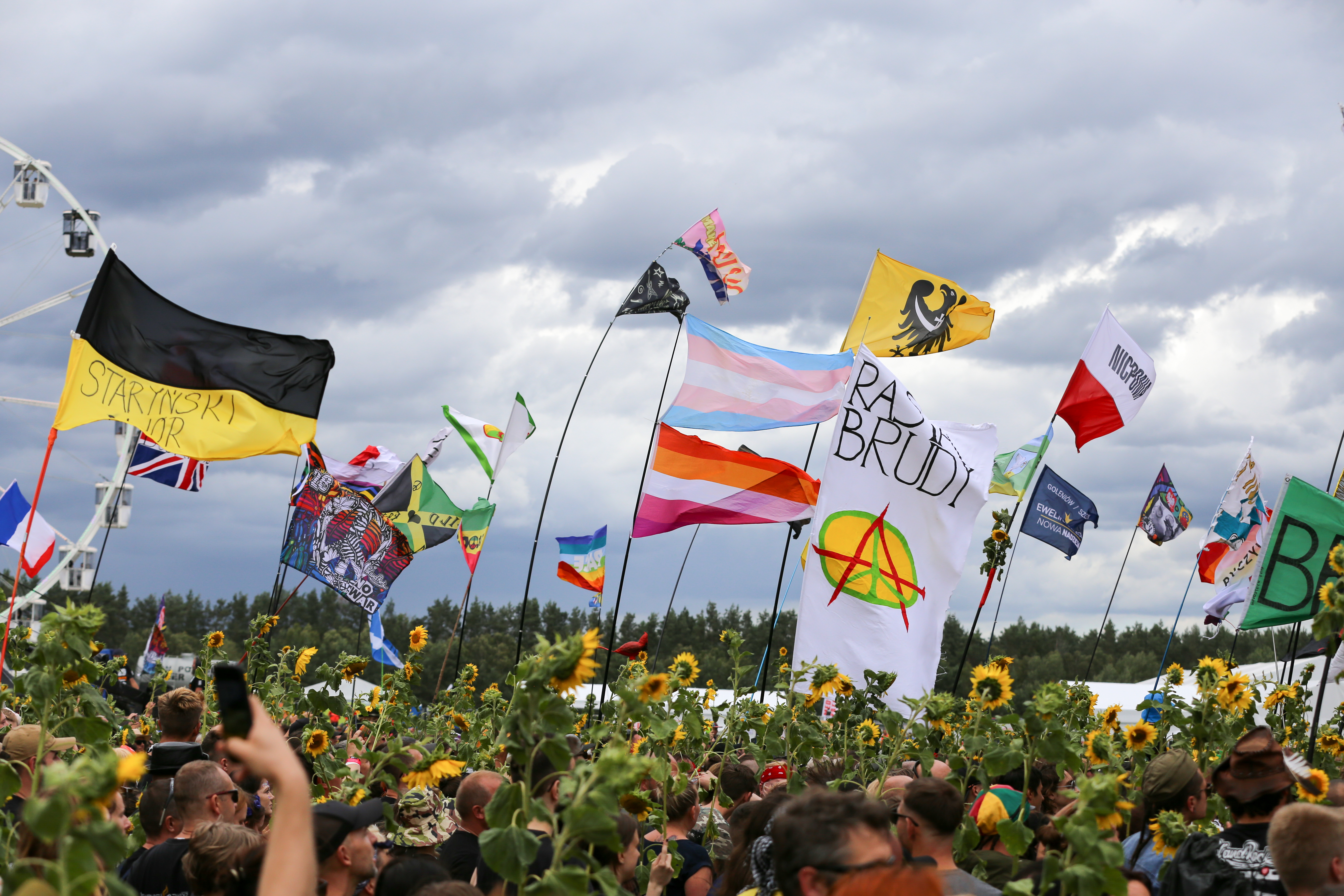
Flagi i słoneczniki niesione przez uczestników podczas otwarcia festiwalu w 2023 roku

Dwudziesta dziewiąta edycja Pol’and’Rock Festival odbyła się w dniach 3–5 sierpnia 2023 na lądowisku Czaplinek-Broczyno.
W 2023 roku na festiwalu koncerty zagrali: The Rumjacks, Get The Shot, Etna Kontrabande, Lady Pank, Włochaty, Napalm Death, Jagoda Kret, Wicked Dub Division meets North East Ska Jazz Orchestra, Marek Dyjak, Bullet for My Valentine, Proletaryat, Krzysztof Zalewski, Doctor Victor, Apollo 440, Steve 'n' Seagulls, Drain, Rootstone, Hoffmaestro, UUHAI, Biohazard, Golden Life, LemON, .bHP, Royal Republic, The Scratch, Brodka, Jazz Forum Machine, Carpenter Brut, Transgresja, Rise of the Northstar, Pull The Wire, Światy Sztuczne, Luiku, Mùlk, Zacier, Kwiat Jabłoni, Saint City Orchestra, Epica, Booze & Glory, Wojtek Szumański, Spin Doctors, While She Sleeps oraz Piotr Bukartyk i Ajagore.
W ramach Akademii Sztuk Przepięknych odbyły się spotkania z Jerzym Kryszakiem, Markiem Dyjakiem, Grzegorzem Kalinowskim, Katarzyną Kolendą-Zaleską i Martą Kuligowską, Tomaszem Zielińskim, zespołem Kwiat Jabłoni, Borysem Szycem, Karolem Wójcickim i Martyną Wojciechowską.
Pierwszego dnia festiwalu, z powodu pogorszenia się pogody i gwałtownych podmuchów wiatru doszło do zawalenia się jednej z metalowych wież lokalizacyjnych. W wypadku 3 osoby odniosły obrażenia, jedna osoba została hospitalizowana.

### 30. Pol’and’Rock Festival (Czaplinek-Broczyno, 2024)

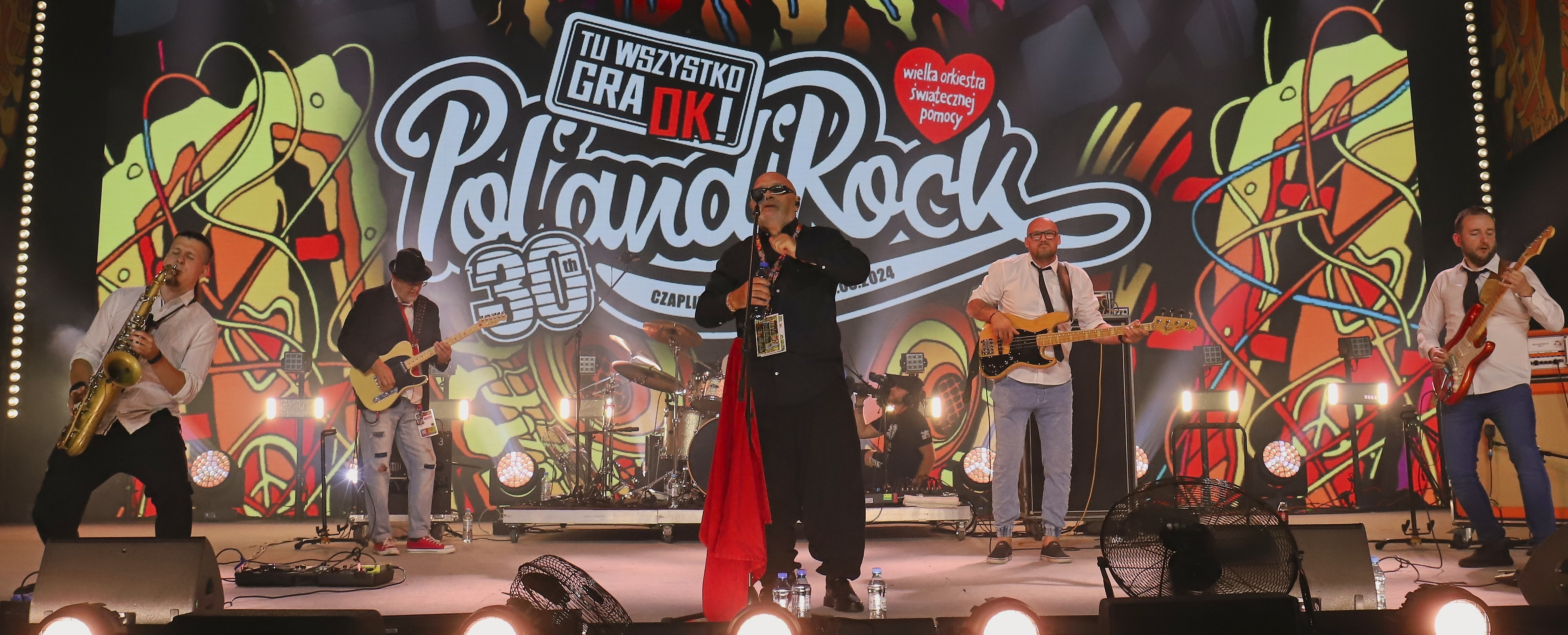
Koncert zespołu Mr. Zoob podczas festiwalu w 2024 roku

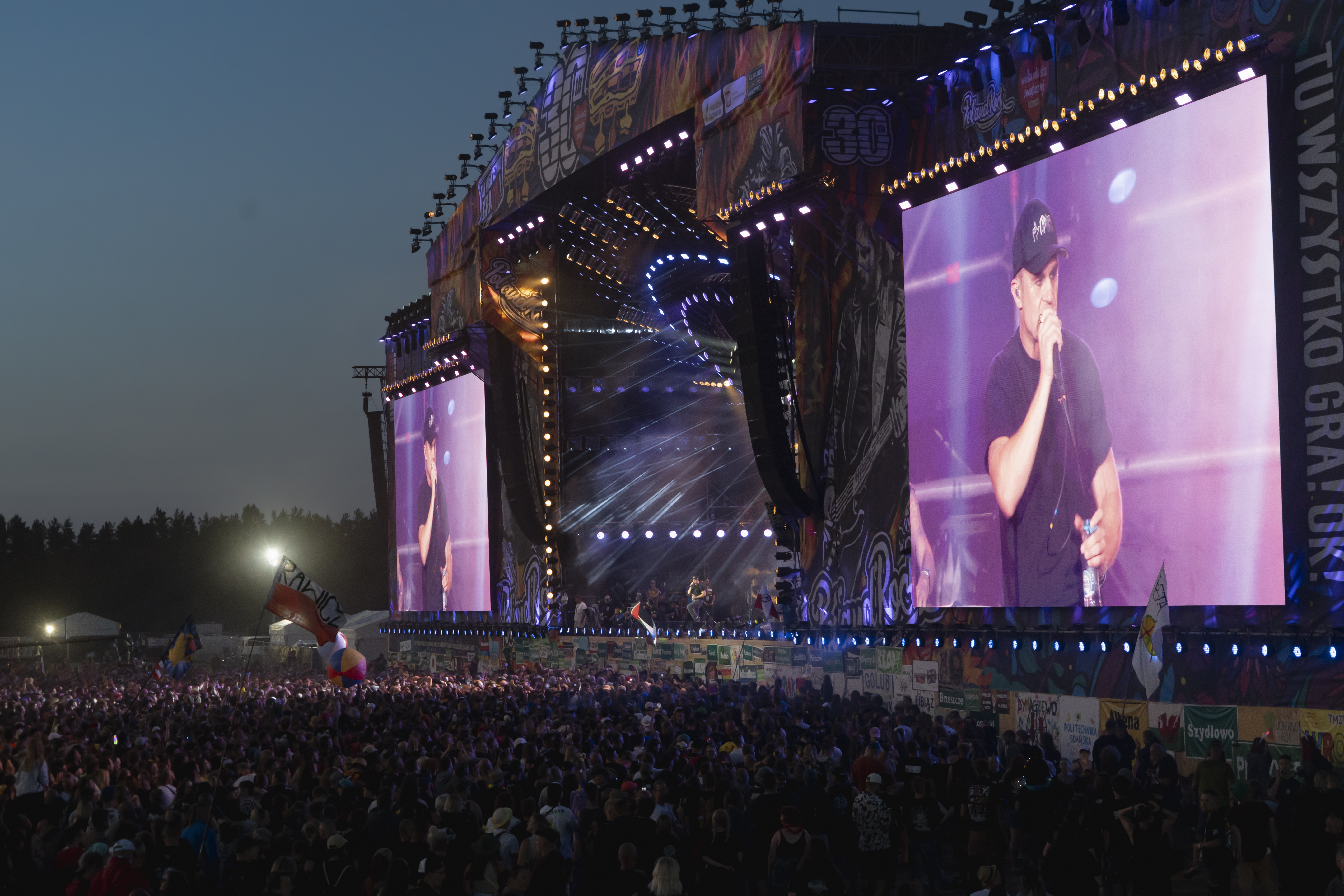
Koncert zespołu Coma na dużej scenie w 2024 roku

Trzydziesta edycja Pol’and’Rock Festival odbyła się w dniach 1–3 sierpnia 2024 roku na lądowisku Czaplinek-Broczyno.
Na festiwalu koncerty zagrali: Piotr Bukartyk, Bohemian Betyars, Celkilt, Clawfinger, Coma, Electric Callboy, Enej, Flapjack, Flogging Molly, Guano Apes, Kasia Kowalska, Less Than Jake, Meute, Michael Patrick Kelly, Modestep, Motionless in White, Myrath, Paktofonika Live Band, Rotting Christ, T.Love, The Warning, Transgresja, Venom Inc, Wojtek Szumański, Adrian Sherwood, Antyrefleks, Black Radio, CF98, Divine Shade, Hamulec, Ich Troje, Insekt Orkiestra, Lordofon, Mery Spolsky, Mr. Zoob, Nini Music, Orkiestra Dorosłych Dzieci (wraz z Joanną Lazer, Łukaszem Lazerem, Tatianą Okupnik, Tomaszem Olejnikiem, Krzysztofem Sokołowskim, Maciejem Balcarem, Andrzejem Kraińskim, Grzegorzem Skawińskim i OZI), Ptaky, Krzysztof Sokołowski, Stacja B., Szeptucha, The Bill, Wrona i Zenek Kupatasa.
W ramach Akademii Sztuk Przepięknych odbyły się spotkania z Calluna Trip, Michałem Figurskim, Grupą Filmową Darwin, Leszkiem Lichotą, Zygmuntem Miłoszewskim, Magdą Mołek, Remigiuszem Mrozem, Marią Pakulnis i Sylwią Zientek. Pierwszego dnia festiwalu wydarzenie odwiedziła także minister edukacji Barbara Nowacka.
Podczas festiwalu ślub wzięło 11 par uczestników festiwalu, zorganizowano także 400 warsztatów, a stoiska na festiwalu zorganizowało 109 organizacji pozarządowych.

### 31 Pol’and’Rock Festival (Czaplinek-Broczyno, 2025)
Trzydziesta pierwsza edycja festiwalu Pol’and’Rock rozpoczęła się 31 lipca 2025 roku, na lądowisku Czaplinek-Broczyno. Festiwal trwał do 2 sierpnia. Mimo że festiwal formalnie wystartował 31 lipca, jego program objął atrakcje również na dni poprzedzające oficjalne otwarcie. Już 30 lipca rozpoczęły się pierwsze wydarzenia artystyczne. Wieczorem publiczność mogła obejrzeć występ kabaretowy „Nietykalni”, po którym na scenie pojawili się Waldemar Malicki i Małgorzata Krzyżanowicz. Następnie z recitalem wystąpił Michał Bajor, a wieczór zakończył koncert zespołu Hania Derej Quintet. 
Podczas festiwalu wystąpili: Babylon Circus, The Scratch, Junon Kyanon, Walls of Jericho, Dziwna Wiosna, Moyra, Spiderbait, Old Breakout, Nocny Kochanek, Dikanda, Hanabie., Bum Bum Orkestar, Osees, Dirty Shirt, Mrozu, Dope, The Allergies Live, Prime Prophecy, Agnostic Front, The Bad Tales, Fisz Emade Tworzywo, Dellacoma, Heľenine Oči, Static-X, Nanga, Burning Spear, Bibobit, Wolfmother, Paradise Lost, Zenek Kupatasa, Ich Troje, Fear Factory, Wirefall, Hunter & Chór Kantata, Cheap Tobacco, LOR, Wednesday 13, Koza Mostra, Zeal & Ardor, The Analogs, Palaye Royale, Dr Misio, Royal Republic i Piotr Bukartyk. 
Podczas ASP gośćmi festiwalu byli: Szymon Majewski, Thegirlwhofellonearth, Aleksandra Wierzbowska, Marcin Mann i Wojciech Mann, Michał Wiśniewski, Andrzej Dragan, Przemek Szafrański, Ewa Chodakowska oraz Katarzyna Stoparczyk.

## Festiwal w popkulturze
Festiwal na stale zagościł w świadomości społecznej nie tylko za sprawą tego, jak wielką przyciąga publiczność (organizatorzy szacują, że na festiwalu mogło pojawić się nawet 750 000 osób), ale też tego, jak wielki zasięg w mediach (tradycyjnych i internetowych) generuje to wydarzenie. Przygotowania do festiwalu, jak i samo wydarzenie śledzą zarówno wielbiciele, jak i przeciwnicy festiwalu. Uczestnicy festiwalu tworzą społeczność, która, za sprawą powielanych zachowań i wypracowanych w ciągu lat tradycji jest grupą, która funkcjonuje nie tylko w czasie trwania wydarzenia. Przynależność do różnorodnej społeczności festiwalowej można potwierdzić znajomością charakterystycznych festiwalowych zawołań i tekstów. Do festiwalowego żargonu należy, między innymi, zawołanie „Zaraz będzie ciemno!” i odpowiedź „Zamknij się”.
Na temat festiwalu powstały filmy – w tym jeden z pierwszych polskich muzycznych filmów dokumentalnych w reżyserii Yacha Paszkiewicza i Jerzego Owsiaka – Przystanek Woodstock – Najgłośniejszy Film Polski. Film, którego światowa premiera miała miejsce w 2003 roku, opowiada o codzienności festiwalowego bytu. Filmowi towarzyszy album z fotografiami z festiwalu i tekstami autorstwa Owsiaka. O festiwalu opowiada książka wydana w formie wywiadu z Owsiakiem w 2010 roku nakładem wydawnictwa Świat Książki, czyli Przystanek Woodstock: historia Najpiękniejszego Festiwalu Świata. W języku czeskim ukazała się też książka pod tytułem Zastavka Woostock autorstwa Mirka 6 Krosa.
Zdjęcia z festiwalu autorstwa Grzegorza Dembińskiego ukazały się w formie albumu zatytułowanego Make Love not War w 2016 roku. Album jest dostępny w Tate Modern.

## Festiwalowy folklor
Uczestnicy festiwalu tworzą społeczność zarówno w przestrzeni online, jak i offline. Praktyki i zachowania wypracowane przez społeczność podczas trwania festiwalu znajdują swoje odbicie w tradycjach oraz charakterystycznym języku używanym przez członków społeczności, które przenoszą się też na świat online. Oddolne nazwy uzyskują nie tylko miejsca na festiwalu (na przykład „grzybek” jako nazwa prysznica w kąpieli błotnej), ale tworzy się też charakterystyczny dla uczestników festiwalu słownik tradycyjnych okrzyków i wymiany zawołań. Zawołania takie jak „Zaraz będzie ciemno!” i odpowiadające mu hasło „Zamknij się” przeszły ewolucję od cytatu z francuskiego filmu RRRrrrrr do kultowego zawołania uczestników festiwalu.

## Festiwalowe wydawnictwa
Złoty Melon, spółka, w której Fundacja Wielka Orkiestra Świata posiada 100% udziałów, odpowiada za wydawanie płyt z muzyką nagraną podczas występów na festiwalu. Dotychczas, nakładem wydawnictwa ukazało się 81 płyt na nośnikach CD, DVD oraz winyli. Wśród wydawnictw z festiwalu Pol’and’Rock znalazły się nagrania z koncertów artystów, takich jak między innymi Agnieszka Chylińska, Łydka Grubasa, Budka Suflera, Kult, Hey, Nocny Kochanek, Acid Drinkers, Dubioza Kolektiv, Kwiat Jabłoni czy Majka Jeżowska. Wydana w 2019 roku płyta zespołu Kult uzyskała status podwójnej platynowej płyty. Muzyka nagrana na festiwalu jest też dostępna w serwisach streamingowych takich jak Spotify, Tidal, Apple Music.

## Zaraz Będzie Ciemno
Nazwa cotygodniowej audycji Jerzego Owsiaka na antenie Antyradia odwołuje się tradycyjnego festiwalowego zawołania. Audycja Zaraz Będzie Ciemno, na którą składa się muzyka nagrana podczas festiwalu oraz wymiana opinii ze słuchaczami, którzy nadsyłają maile, w których wypowiadają się na wybrany przez prowadzącego temat, dostępna jest też w formie podcastów na stronie internetowej rozgłośni. Podczas programu ogłaszane są też kolejne gwiazdy i goście, którzy potwierdzają swoją obecność na festiwalu.

## Antyrasistowskie Mistrzostwa Polski w Piłce Nożnej
Od 2001 roku podczas „Pol’and’Rock Festivalu” (wcześniej „Przystanku Woodstock”) Stowarzyszenie „Nigdy Więcej” prowadzi turniej gry w piłkę nożną, który w 2004 roku zyskał rangę Antyrasistowskich Mistrzostw Polski w piłce nożnej. W 2005 roku w mistrzostwach rozgrywanych pod hasłem „Wykopmy Rasizm ze Stadionów” zagrało ponad 300 zawodników w 40 drużynach, a na stadionie pojawiło się blisko 10 tys. kibiców. Mistrzem Polski została drużyna Celulozy Kostrzyn, która otrzymała „Puchar Fair Play – Wykopmy Rasizm ze Stadionów”. W 2006 i 2007 roku patronat nad mistrzostwami objął Prezes Polskiego Związku Piłki Nożnej – Michał Listkiewicz. W 2011 roku, w meczu pokazowym zamykającym mistrzostwa, zwycięzca z poprzedniego roku przegrał z reprezentacją wielokulturowej damsko-męskiej drużyny złożonej z przedstawicieli różnych narodów, kultur i religii zamieszkujących Polskę.
W 2016 roku patronat nad turniejem objął Rzecznik Praw Obywatelskich, Adam Bodnar. Także w 2017 roku turniej objęty został honorowym patronatem Rzecznika Praw Obywatelskich, który uroczyście rozpoczął mistrzostwa i zagrał w meczu otwarcia. W 2018 roku turniej nawiązywał do Mistrzostw Świata (które odbyły się w czerwcu w Rosji) i zyskał miano Antyrasistowskiego Mundialu. Zawodnicy symbolicznie reprezentowali drużyny z całego świata. W finale Polska zagrała z Iranem, a nagrodę fair play otrzymała Chorwacja. Odbył się też mecz pomiędzy drużyną Stowarzyszenia „Nigdy Więcej” i artystów wspierających kampanię społeczną „Muzyka Przeciwko Rasizmowi”, a drużyną Rzecznika Praw Obywatelskich. Adam Bodnar otworzył turniej, a także osobiście sędziował w pierwszym meczu. Wydarzenie objął patronatem również Dariusz Dziekanowski, przewodniczący Klubu Wybitnego Reprezentanta.

## Organizacja festiwalu
Na każdej edycji Pol’and’Rock Festival występuje kilkadziesiąt zespołów z Polski i świata. W line-up festiwalu znalazły się największe gwiazdy światowego formatu, takie jak: Judas Priest, Arch Enemy, Papa Roach, House of Pain, Ziggy Marley. Wśród polskich kapel występujących na festiwalu znalazły się m.in.: Budka Suflera, Kult, Hey, Pidżama Porno. Od 15 lat Fundacja organizuje przesłuchanie chętnych zespołów, które chcą zaprezentować się przed ogromną publicznością. W Eliminacjach do Najpiękniejszego Festiwalu Świata udział wzięli, między innymi: Kwiat Jabłoni, Nocny Kochanek, TABU, Enej, Łydka Grubasa. Tradycją festiwalu stało się nieodgradzanie sceny barierkami od pola dla uczestników (wyjątkiem był występ zespołu The Prodigy w 2011 roku, na ich specjalne życzenie). Wykonaną z desek przednią ścianę można dekorować napisami i flagami, najczęściej z nazwami miejscowości. Tradycją jest także przygotowywanie przez przyjeżdżających z różnych miast uczestników flag, oznaczających na polu namiotowym ich miejsce pobytu. Porządku na terenie Pol’and’Rock Festivalu pilnuje grupa wolontariuszy, Pokojowy Patrol, przy pomocy zawodowej ochrony tzw. niebieskiego patrolu oraz policji, która zajmuje się przypadkami łamania prawa. Część uczestników Pol’and’Rock Festivalu uczestniczy w zbiorowych kąpielach błotnych, pod gigantycznym prysznicem tzw. grzybkiem. Na festiwalu obowiązuje w wyznaczonych miejscach (tak zwana „Strefa bez %”) prohibicja alkoholowa. Bardzo ważnym elementem Pol’and’Rock Festival jest Akademia Sztuk Przepięknych. Tam właśnie postaci życia publicznego spotykają się z festiwalowiczami.
Festiwalowa publiczność przyznaje nagrodę za najlepszy występ, a kapela, który zdobędzie nagrodę, czyli Złoty Bączek, zostaje zaproszona na występ na Dużej Scenie na nadchodzącej edycji festiwalu.